# Batalla de França
A la Segona Guerra Mundial, la batalla de França, també coneguda com a Caiguda de França, va ser la invasió alemanya de França i de Bèlgica, els Països Baixos i Luxemburg, que va començar el 10 de maig de 1940, i que suposà el final de la Guerra de Broma. En una primera fase, denominada Fall Gelb (Cas Groc), les unitats cuirassades alemanyes van travessar la regió boscosa de les Ardenes, per aïllar i envoltar les unitats aliades que havien avançat a Bèlgica. La Força Expedicionària Britànica, a més de tropes franceses, van quedar tancades al voltant de Dunkerque i van ser evacuades en l'operació Dinamo. En la segona part, l'operació Fall Rot (Cas Vermell), executada des del 5 de juny, les tropes alemanyes van flanquejar la Línia Maginot per atacar el territori francès. Itàlia declarà la guerra a França el 10 de juny. El govern francès marxà a Bordeus, i París va ser ocupat el 14 de juny. El 17 de juny, el mariscal Pétain anuncià que França demanaria un armistici, que va ser signat a Compiegne el 22 de juny i que entrà en vigor el 25. Per a l'Eix, la campanya va ser una victòria espectacular.
França va quedar dividida en una zona d'ocupació alemanya al nord i a l'oest, una petita zona d'ocupació italiana al sud-est, i una zona lliure al sud. Es va formar un estat titella, la França de Vichy. El novembre de 1942, l'Eix també va ocupar la "zone libre" i la França metropolitana va quedar totalment sota l'ocupació de l'Eix fins després dels desembarcaments aliats del 1944, mentre que els Països Baixos van quedar sota l'ocupació alemanya fins a 1944 i 1945.

## Preludi
Després de la campanya de Polònia del setembre de 1939 (que inicià la Segona Guerra Mundial), s'instaurà un període d'inacció entre les principals potències anomenat la "Guerra de Broma" ("Phoney War" en anglès, "Drôle de guerre" en francès i "Sitzkrieg" en alemany). Hitler
havia confiat que França i el Regne Unit acceptarien les seves conquestes i no trigarien a negociar la pau. Aquest punt era essencial per ell a causa que les reserves alemanyes de matèries primeres (i de divises per adquirir-les) eren críticament baixes. En aquells moments, Alemanya depenia dels subministraments de la Unió Soviètica, una situació que els resultava poc còmoda a causa de motius ideològics. El 6 d'octubre de 1939, Adolf Hitler va realitzar un discurs en el Reichstag demanant a França i al Regne Unit la fi de les hostilitats entre els seus respectius països (proposta rebutjada tant per britànics com per francesos); però fins i tot abans que aquestes tinguessin temps de respondre, el 9 d'octubre formulà una nova política militar per si de cas la resposta fos negativa: la Führer-Anweisung N°6, o "Directiva del Führer Número 6".

## Estratègia alemanya

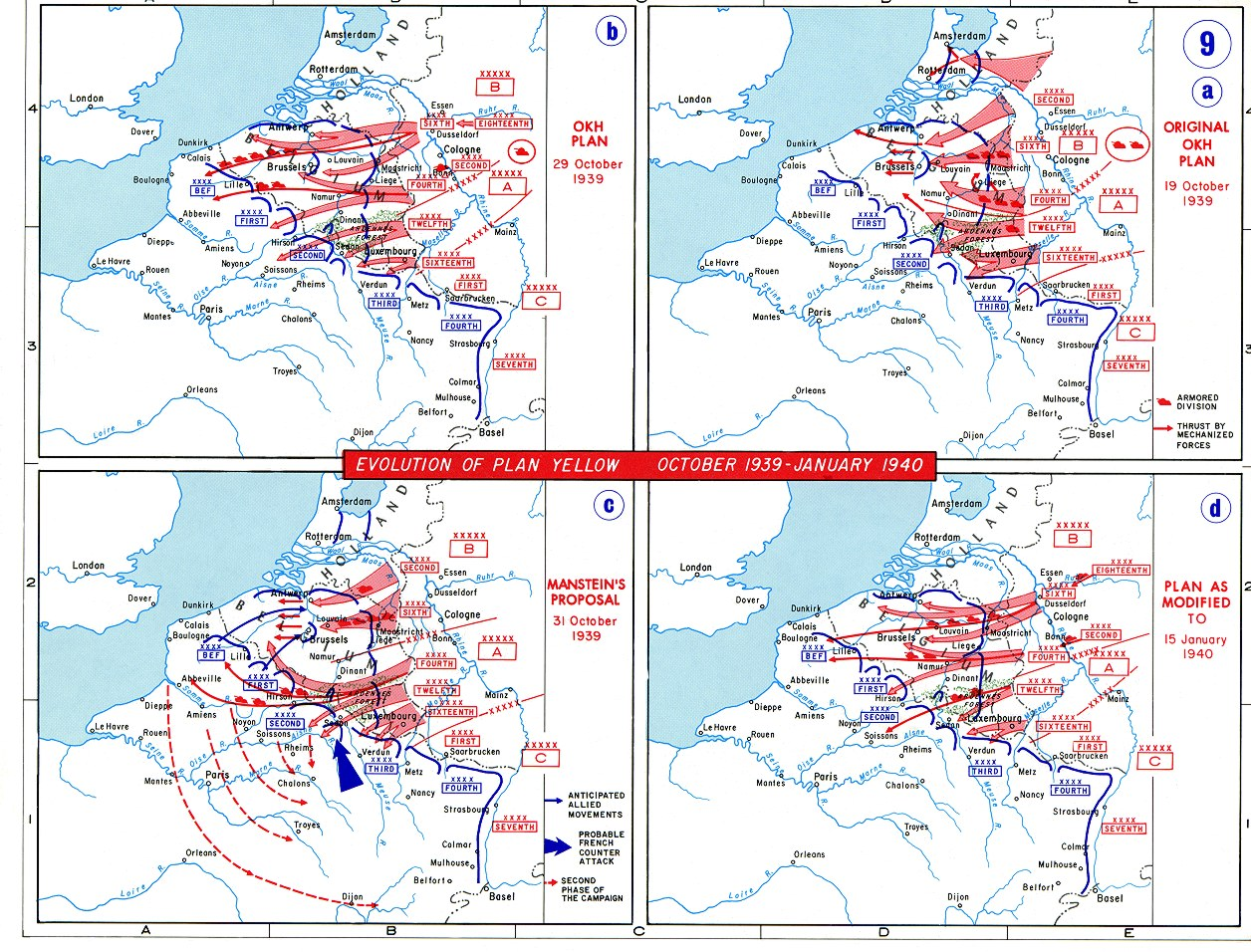
Evolució dels plans alemanys per a la invasió dels Països Baixos i Bèlgica entre setembre de 1939 i gener de 1940

Hitler sempre havia somiat en grans campanyes militars per derrotar les nacions de l'Europa Occidental com a pas preliminar per conquerir territoris a l'est, evitant així una guerra de dos fronts. No obstant això, aquestes intencions estaven absents a la Directiva del Führer Número 6. Aquest pla es basava en l'assumpció més realista que el potencial militar alemany no estaria definitivament al seu punt màxim fins al cap de diversos anys, i que de moment només es podrien assolir objectius més limitats. Estaven dirigits a millorar la capacitat alemanya a sostenir una guerra llarga a l'oest. Hitler havia pensat repetir l'atac alemany de la Primera Guerra Mundial, és a dir, atacar a través del nord de Bèlgica, rodejant la ben defensada Línia Maginot; amb la diferència que aquesta vegada també s'envairien els Països Baixos i Luxemburg. Aquest atac també evitaria que França pogués amenaçar la conca del Ruhr, vital per a Alemanya. A més, aquest atac també oferiria bases per llançar una campanya a llarg termini per aire i mar contra el Regne Unit. En la directiva no es mencionava la intenció de conquerir la totalitat de França, sinó que com a molt es considerava l'ocupació de les zones frontereres del nord.
Mentre que escrivia la directiva, Hitler havia assumit que l'atac podria iniciar-se en un període de poques setmanes, però el dia que la publicà ja s'havia desenganyat d'aquesta il·lusió. Es va saber que havia estat mal informat sobre l'estat real de les forces alemanyes. Les unitats motoritzades havien de recuperar-se i reparar els vehicles malmesos durant la campanya de Polònia; mentre que les reserves de munició estaven majoritàriament esgotades.

### El pla Halder

#### El Pla Schlieffen revisat?
El 10 d'octubre de 1939, els britànics van rebutjar l'oferta de pau de Hitler; i els francesos van fer-ho el 12. El Generaloberst Franz Halder, cap de l'Estat Major de l'OKH (l'Alt Comandament Alemany), presentà el 19 d'octubre del primer pla per Fall Gelb (Cas Groc), el nom en clau de preguerra pels plans per campanyes als Països Baixos: el Aufmarschanweisung N°1, Fall Gelb, o Instruccions de Desplegament n. 1, Cas Groc. El pla de Halder sovint ha estat comparat amb el Pla Schlieffen, que va ser executat pels alemanys el 1914 durant la Primera Guerra Mundial. Era semblant car tots dos plans presentaven un avanç a través de Bèlgica, però mentre que la intenció del Pla Schlieffen era aconseguir una victòria decisiva mitjançant un encerclament per sorpresa de l'exèrcit francès, Aufmarschanweisung N°1 es basava en un gens imaginatiu atac frontal, sacrificant mig milió de soldats per simplement fer recular als Aliats fins a l'altra riba del riu Somme. Segons aquest pla, només el 1942 podria començar el principal atac contra França.

#### Hitler no queda impressionat
Hitler quedà molt decebut amb el pla de Halder. Havia assumit que la conquesta dels Països Baixos podria ser ràpida i barata, però se li presentava com a llarga i difícil. Fins i tot s'ha arribat a suggerir que Halder, que ja feia temps que conspirava en contra de Hitler i que havia començat a portar un revòlver amb la intenció de disparar-lo, havia proposat el pla més pessimista per tal de desencoratjar a Hitler. Hitler reaccionà dos dies després. Decidí que els alemanys havien d'atacar de pressa, estiguessin a punt o no, amb l'esperança de sorprendre els aliats mentre encara no estaven preparats i així poder assolir ràpidament la victòria. Va establir la data del 12 de novembre de 1939. Això portà a una sèrie d'endarreriments, i de nou els comandants provaren de convèncer a Hitler que l'atac havia de retardar-se unes setmanes més per tal de solucionar diversos defectes crítics dels preparatius, o esperar per a fer-ho en unes condicions meteorològiques millors. En segon lloc, com que el pla no l'havia convençut, intentà modificar-lo sense esclarir per on podia millorar-se. En resultà una dispersió d'esforços, ja que a més de l'atac principal a Bèlgica, es realitzarien atacs secundaris més al sud. El 29 d'octubre, Halder presentà un segon pla operatiu, Aufmarschanweisung N°2, Fall Gelb, on mostrava aquests canvis esbossant un atac secundari als Països Baixos.

#### Crítiques dels generals alemanys
Hitler no era l'únic a qui no li agradava el pla de Halder. El general Gerd von Rundstedt, comandant del Grup d'Exèrcits A, també mostrà el seu desgrat. A diferència de Hitler, von Rundstedt era un soldat professional i entenia perfectament què calia rectificar. El seu comentari principal era que no estava d'acord amb els principis clàssics del Bewegungskrieg (o guerra de maniobres) que havia estat la base de la tàctica alemanya des del segle xix. Després de trencar les línies calia encerclar i destruir el cos principal de les forces aliades. El lloc lògic per aconseguir-ho seria al Sedan, sector del Grup d'Exèrcits A de von Rundstedt. El 21 d'octubre, von Rundstedt acordà amb el seu cap d'estat major, el tinent general Erich von Manstein que s'havia de presentar un pla operatiu alternatiu que mostrés aquestes idees bàsiques, fent que el seu Grup d'Exèrcits A fos més fort a expenses del Grup d'Exèrcits B del nord.

### El Pla Manstein
Si bé von Manstein havia formulat nous plans a Koblenz, el tinent general Heinz Guderian, comandant del XIX Cos, l'elit de les formacions cuirassades alemanyes, havia estat presentat a un hotel proper. Von Manstein ara considerava que, si involucrava a Guderian en els seus plans, aquest tindria un paper pel seu Cos d'Exèrcit, i això podria emprar-se com un argument decisiu per a ressituar al XIX Cos del Grup d'Exèrcits B al Grup A, molt més a gust de von Rundstedt.
En aquells moments, el pla de von Manstein consistia en un moviment des de Sedan al nord, a la rereguarda de les principals tropes aliades, per enfrontar-se amb elles directament des del sud. Quan Guderian va ser convidat a contribuir al pla en el transcurs de discussions informals, proposà una idea radical i trencadora: no seria només el seu cos panzer, sinó tot el Panzerwaffe el que es concentraria a Sedan. Aquesta concentració de blindats per tant hauria de moure's cap a l'oest, per executar una penetració estratègica profunda de manera independent cap al canal de la Mànega sense esperar el cos principal de les divisions d'infanteria. Això podria comportar un col·lapse estratègic de l'enemic, evitant un relativament alt nombre de baixes normalment causades per una clàssica Kesselschlacht (o batalla d'anihilació). Aquest ús estratègic independent dels blindats arriscat havia estat altament discutit a Alemanya abans de la guerra, però no havia estat acceptat com a doctrina; i la majoria dels oficials que servien a la Infanteria (que era l'arma de servei dominant) havien advertit d'aquest risc. Von Manstein havia admès això, però en aquest cas, en canvi, podia ser el que calia fer. La seva objecció principal era que es podria crear un flanc obert de més de 300 kilòmetres, vulnerable a un contraatac francès. Guderian va convèncer-lo que això es podria evitar llançant atacs simultanis cap al sud. Però, en canvi, això s'apartaria del concepte bàsic de la Directiva del Führer N. 6.
Von Manstein va escriure el seu primer memoràndum descrivint el pla alternatiu el 31 d'octubre. Caut, evità mencionar el nom de Guderian i va minimitzar la part estratègica de les unitats blindades, per tal d'evitar una resistència innecessària. Entre el 6 de novembre de 1939 i el 12 de gener de 1940 van seguir 6 memoràndums més, cada cop tornant-se a poc a poc més radicals. Tots ells van ser rebutjats per l'OKH i res del seu contingut va arribar fins a Hitler.
A l'hivern de 1939-40, el cònsol general belga a Colònia havia anticipat l'angle de l'avanç que von Manstein estava planejant. Va deduir, mitjançant informes d'intel·ligència, que les tropes alemanyes s'estaven concentrant a les fronteres belgues i luxemburgueses. Els belgues estaven convençuts que els alemanys podrien avançar a través de les Ardenes i cap al canal de la Mànega amb la intenció d'aïllar les tropes aliades a Bèlgica i al nord-est de França. Aquests advertiments, això no obstant, no van ser escoltats pels francesos.

### Revisions del pla
El 10 de gener de 1940, un Messerschmitt Bf 108 va haver de fer un aterratge d'emergència a Maasmechelen, al nord de Maastricht (Bèlgica), en l'anomenat Incident de Mechelen. Entre els ocupants de l'avió hi havia un major de la Luftwaffe, Hellmuth Reinberger, que portava una còpia de la darrera versió de Aufmarschanweisung N°2. Reinberger no va poder destruir els documents, que van caure ràpidament en mans dels serveis d'intel·ligència belgues. Sovint s'ha suggerit que aquest incident va ser la causa d'un canvi dràstic als plans alemanys, però això no és correcte; de fet, una reformulació d'ells de data 30 de gener, Aufmarschanweisung N°3, Fall Gelb, conformava les versions anteriors. El 27 de gener, von Manstein va ser rellevat del seu càrrec com a Cap d'Estat Major del Grup d'Exèrcits A i nomenat comandant de XXXVIII Cos a Prússia, començant el seu comandament a Stettin el 9 de febrer. Aquest relleu va ser instigat per Halder per reduir la influència de von Manstein. L'indignat estat major de von Manstein portà el cas a Hitler, qui va ser informat el 2 de febrer. Von Manstein va ser convidat a explicar la seva proposta personalment davant el Führer a Berlín el 17 de febrer. Hitler quedà molt impressionat, i l'endemà ordenà que es modifiquessin els plans d'acord amb les idees de von Manstein. El pla va ser de grat per a Hitler principalment perquè li oferia una possibilitat real d'una victòria barata.
L'home encarregat de portar a terme els canvis de nou va ser Franz Halder (von Manstein ja no va participar més). Halder consentí traslladar l'esforç principal, el Schwerpunkt, cap al sud. El pla de von Manstein tenia la virtut que era poc possible (des d'un punt de vista defensiu) que un atac pogués venir de les Ardenes, car es tractava d'una regió molt boscosa i que tenia unes carreteres molt dolentes que no podien emprar-se com a ruta d'invasió; per tant, podia aconseguir-se un element sorpresa. Era essencial que els aliats responguessin com s'havia previst en els plans originals, en especial que el cos principal de tropes britàniques i franceses es dirigissin al nord per defensar Bèlgica. Per ajudar a assegurar aquesta situació, el Grup d'Exèrcits B havia de realitzar un atac de profunditat a Bèlgica i Holanda, donant la impressió que aquell es tractava del principal esforç alemany, per tal de dirigir les forces aliades en un encerclament i mantenir-les allà. Per assolir-ho, tres de les deu divisions cuirassades disponibles serien destinades al Grup d'Exèrcits B.
Halder no tenia cap mena d'intenció de desviar-se de la doctrina establerta permetent una penetració estratègica independent realitzada per set divisions cuirassades del Grup d'Exèrcits A. Molt a desgrat de Guderian, aquesta part va ser completament eliminada del nou pla, Aufmarschanweisung N°4, Fall Gelb, presentat el 24 de febrer. Les travesses del riu Mosa a Sedan haurien de ser realitzades per divisions d'infanteria en el vuitè dia de la invasió. Només després de molts debats aquest punt es modificà per fer que els regiments d'infanteria motoritzada de les divisions cuirassades establissin caps de pont en el quart dia, per guanyar quatre dies. Fins i tot en aquells moments l'avanç cap al canal de la Mànega només començaria en el novè dia, només després d'un endarreriment de 5 dies durant els quals s'havien de reunir un nombre suficient de divisions d'infanteria per tal d'avançar conjuntament amb les unitats cuirassades en una massa coherent.
Fins i tot quan s'adaptà a mètodes més convencionals, la nova estratègia provocà una tempesta de protestes de la majoria de generals alemanys. Creien que era irresponsable crear una concentració de tropes en una posició on possiblement no podrien rebre subministraments suficients, mentre que unes rutes d'aprovisionament inadequades podien ser interrompudes pels francesos amb facilitat. Si els aliats no es retiraven com s'esperava l'ofensiva alemanya podria acabar en una catàstrofe. Les seves objeccions van ser ignorades. Halder argumentà que, encara que la posició estratègica alemanya semblava de totes totes desesperada, fins i tot la menor oportunitat d'una victòria decisiva tenia la possibilitat d'una derrota per la inacció. L'adaptació també implicava que seria molt més fàcil per als Aliats escapar cap al sud. Halder senyalà que si això tenia lloc, la victòria alemanya podria ser encara més econòmica, mentre que podria ser un gran cop a la reputació de la Entente (com era habitualment coneguda l'aliança franco-britànica el 1940), per haver abandonat els Països Baixos. A més, la potència combativa alemanya seguiria intacta, per tant que seria possible executar Fall Rot, l'atac principal sobre França, immediatament després. Això no obstant, una decisió en aquest efecte s'hauria de posposar fins a completar amb èxit Fall Gelb. A més, els plans operatius alemanys detallats només cobrien els nou primers dies; i no hi havia un programa fixat establert per l'avanç cap al Canal. D'acord amb la tradició del Auftragstaktik, gran part seria deixat al judici i iniciativa dels comandants de camp. Aquesta indeterminació tindria un efecte enorme en el curs actual dels fets.
L'abril del 1940, per motius estratègics, els alemanys van llançar l'operació Weserübung, un atac contra els països neutrals de Dinamarca i Noruega. Els britànics, francesos i polonesos lliures respondrien amb la campanya aliada a Noruega, per donar suport als noruecs.

## L'estratègia aliada
El setembre del 1939, Bèlgica i els Països Baixos encara eren neutrals. Havien fet arranjaments secrets amb l'Entente per a una futura cooperació si es donava el cas que els alemanys envaïen el seu territori. El Comandant Suprem de l'Exèrcit francès, el General Maurice Gamelin, va suggerir durant aquell mes que els aliats havien d'agafar avantatge del fet que els alemanys estaven ocupats a Polònia ocupant els Països Baixos abans que ho fessin els alemanys; però aquest suggeriment no va ser pres en consideració pel govern francès.
El setembre del 1939, a l'Ofensiva del Saar (només feta nominalment per complir la garantia de preguerra que s'havia fet als polonesos), els soldats francesos van avançar 5 km pel Saar abans de retirar-se a l'octubre. En aquells moments, França disposava de 98 divisions (de les quals totes llevat de 28 eren formacions de reserva o de fortalesa) i 2.500 tancs per enfrontar-se a 43 divisions alemanyes (32 de les quals eren reservistes) i que no disposaven de tancs. D'acord amb l'opinió del general Wilhelm Keitel, llavors Comandant de l'OKW, els francesos podrien haver travessar les poques tropes alemanyes presents a la regió.
Passat l'octubre, es decidí que no es prendria la iniciativa el 1940, tot i que parts importants de l'exèrcit francès havien estat dissenyades a la dècada de 1930 per portar a terme una àmplia guerra ofensiva. Els aliats creien que sense que calgués un Front Oriental, el govern alemany podria desestabilitzar-se mitjançant un bloqueig, tal com s'havia fet a la I Guerra Mundial. Encara que el règim nazi no es col·lapsés, el 1940 s'implementaria un ampli programa de modernització i augment de les forces aliades, explotant els avantatges existents sobre Alemanya en la producció bèl·lica per construir una gran força mecanitzada, que inclogués 24 divisions cuirassades. Amb aquestes forces es portaria a terme una ofensiva decisiva a la primavera de 1941. Tot i que els Països Baixos encara no s'havien unit a la causa Aliada, l'Entente estava fermament decidida a violar la seva neutralitat si això era necessari.
Òbviament, els alemanys podien atacar abans, i s'havia de preparar una estratègia per fer front a aquesta eventualitat. Ni els francesos ni els britànics havien previst una victòria ràpida alemanya a Polònia, la qual cosa trobaven inquietant. La majoria dels generals francesos aprovaven una aproximació cautelosa. Pensaven que era millor no presumir que les intencions alemanyes poguessin preveure's correctament. Una gran força s'hauria de situar com a reserva en una posició central, al nord de París, per estar preparada per fer front a qualsevol contingència. Si els alemanys prenien la ruta òbvia a través de Flandes, s'enfrontarien a ells al nord de França, quan la seva infanteria estigués exhausta i haguessin emprat gran part dels seus subministraments. Si intentaven atacar pel centre del front aliat, la reserva estaria situada en una posició idònia per fer-los front. Si els alemanys avançaven per Suïssa, una gran reserva seria l'únic mitjà per fer-los front.

### Pla Dijle
Gamelin no va acceptar aquest plantejament per diversos motius. El primer de tots era que considerava impensable abandonar els Països Baixos a la seva sort, encara que pogués ser prudent des d'un punt de vista operatiu. En segon lloc, el govern britànic insistia que la costa flamenca seguís sota control aliat. El tercer motiu era que l'ofensiva de 1941 no tenia cap possibilitat d'èxit si s'havia de llançar des del nord de França contra unes tropes alemanyes atrinxerades a la Bèlgica central. L'ofensiva alemanya havia d'aturar-se tant a l'est com fos possible. I finalment, i personalment per a ell, l'argument més convincent era que no creia que l'exèrcit francès fos capaç de guanyar una batalla mòbil contra els alemanys. Les divisions d'infanteria franceses encara no estaven prou motoritzades, i els successos de Polònia van confirmar-li aquesta opinió. Una confrontació així calia ser evitada de totes totes. Així doncs, Gamelin intentà enviar les millors unitats de l'exèrcit francès, juntament amb el Cos Expedicionari Britànic al nord per aturar als alemanys a la Línia KW. Aquesta línia defensiva seguia el riu Dijle, a l'est de Brussel·les, en un front continu que unia als exèrcits britànic, francès i belga. Aquest pla preveia que els alemanys planejaven concentrar les seves forces allà on podrien estar millor abastides gràcies a la millor carretera que hi havia al nord de Bèlgica.
Gamelin no tenia la personalitat per imposar la seva voluntat. El primer pas que va fer va ser proposar la variant Escalda com una opció per al Pla D (el nom clau per a un avanç pels Països Baixos). Va rebre el nom pel riu flamenc. La protecció de la costa flamenca semblava que es podria fer; per l'altre costat creava uns enormes sortint, mostrant que era més assenyat crear una línia defensiva al riu Dijle, més curt, i que era precisament el contingut de la nova proposta que Gamelin presentà al novembre, després d'assegurar-se que els belgues podrien retardar als alemanys el temps suficient. Això era, això no obstant, massa transparent. El seu segon "Pla Dijle" es trobà una fota oposició, que no va deixar de créixer ni tan sols després de l'incident de Mechelen el gener de 1940, que confirmà que els plans alemanys es conformaven amb les expectatives de Gamelin. També, el general Lord Gort, el comandant de la Força Expedicionària Britànica, començava a pensar que fessin el que fessin els alemanys no seria el que s'havia previst des d'un inici. L'objecció principal era que es tractava d'una maniobra molt arriscada. Les tropes aliades haurien d'avançar i atrinxerar-se abans que els alemanys arribessin a la Línia Dijle, per la qual cosa semblava que no tindrien massa temps. Quan estiguessin atrinxerades tindrien problemes per reaccionar davant les sorpreses estratègiques alemanyes, a més que haurien de rebre subministraments de combustible. L'altre problema seria que la línia era molt vulnerable a la força principal alemanya i a la seva gran força de bombarders tàctics.
Gamelin confrontà aquests arguments adoptant la presumptament raonable assumpció que els alemanys intentarien superar la línia aliada concentrant les seves forces mecanitzades. No podien esperar superar la Línia Maginot pel flanc dret o superar la concentració de tropes aliades del flanc esquerre. Això només deixava el centre, però la major part de la zona estava coberta pel riu Mosa. Els tancs eren inútils per combatre les posicions fortificades del riu. No obstant això, a Namur, el riu girava cap a l'est, creant una bossa entre ell i el riu Dijle. Aquesta "Bossa de Gembloux", ideal per a la guerra mecanitzada, era un punt feble perillós. Gamelin decidí concentrar allà la meitat de les seves reserves blindades. Assumint que el moment decisiu de la campanya seria una gegantina batalla de tancs, obvià el problema dels bombarders tàctics alemanys en la creença que els atacs aeris no serien efectius contra unitats cuirassades en moviment. Evidentment que els alemanys podrien intentar superar la posició del Mosa mitjançant la infanteria, però això només s'aconseguiria mitjançat l'ús massiu de l'artilleria, la qual cosa advertiria a Gamelin i li donaria temps per reforçar la línia del Mosa.
Durant els primers mesos de 1940 va créixer la mida i la disponibilitat de l'exèrcit francès, i Gamelin començà a sentir-se prou confiat per proposar una estratègia més ambiciosa. No tenia cap mena d'intenció d'atacar frontalment la zona de fortificacions alemanyes, el Westwall, el 1941, sinó que pensava a flanquejar-la pel nord, tal com intentaria quatre anys després el general Bernard Montgomery en l'Operació Horta. Per tal d'aconseguir-ho, el més convenient seria tenir un peu a la riba nord del Rin, modificant per tant els seus plans a efecte que l'exèrcit francès hauria de mantenir un enllaç al nord d'Anvers amb el National Redoubt holandès, la Fortalesa Holanda. Assignà la seva única reserva estratègica, el Setè Exèrcit, a aquesta tasca. En aquells moments les seves úniques reserves consistien en només quatre divisions. De nou havia d'encarar una gran oposició a aquest "Pla Dijle-Breda", però Gamelin tenia un ampli suport del govern britànic, car els Països Baixos eren una base ideal per a una campanya aèria alemanya contra Anglaterra.

## Disposició de forces

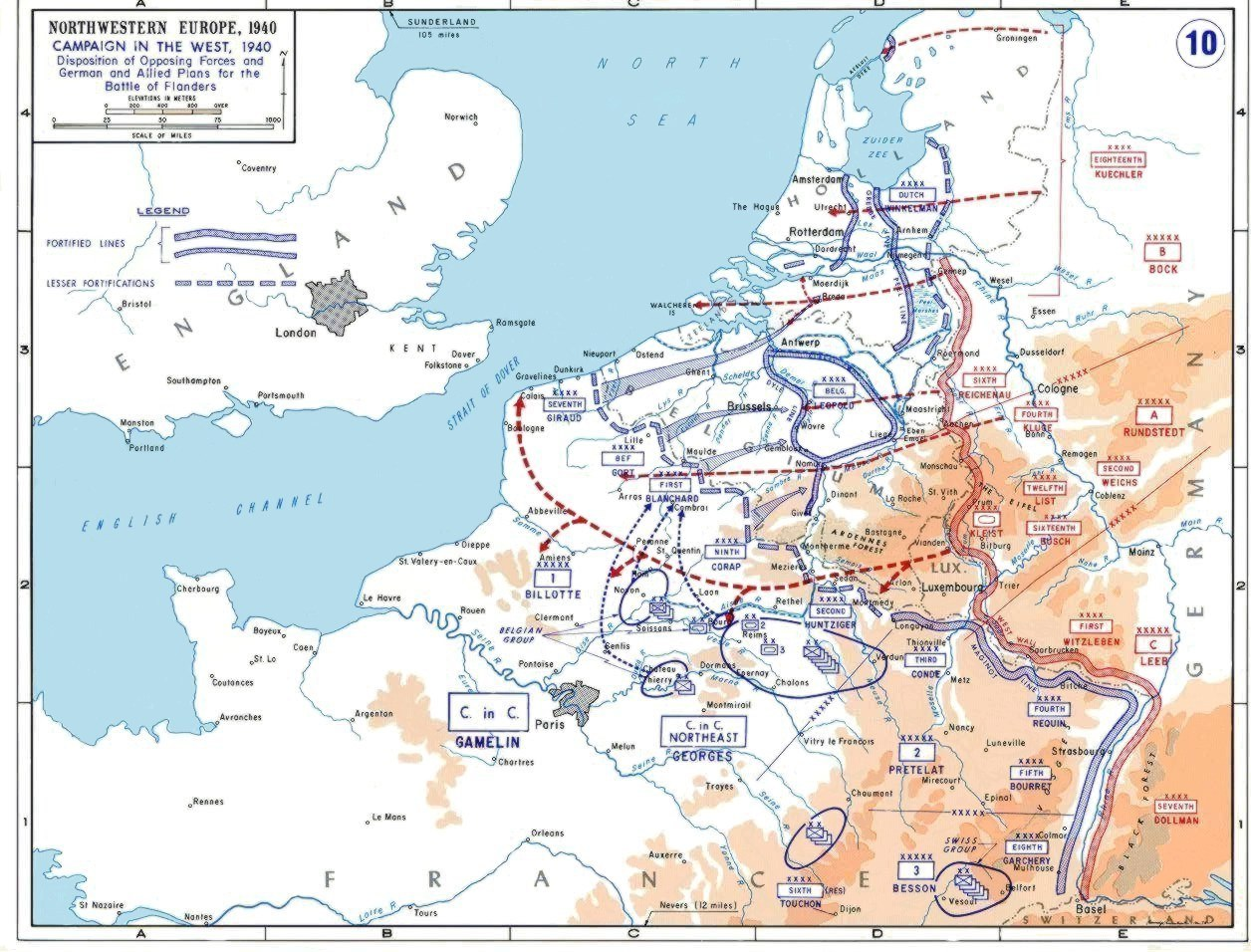
La disposició de tropes i la Campanya de França i els Països Baixos de 1940.

### Alemanya
Alemanya desplegà uns tres milions d'homes per a la batalla. El reclutament havia quedat prohibit al Tractat de Versalles de 1919, prohibició que el govern alemany repudià el 1935. Al maig de 1940, només 79 de les 157 divisions havien completat el seu entrenament; i 14 més van participar directament als combats, principalment al Grup d'Exèrcits C i contra els Països Baixos. Al costat d'aquest total de 93 divisions a la línia del front (de les quals 10 eren cuirassades i 6 motoritzades), hi havia també 39 divisions de reserva de l'OKH a l'oest, de les quals un terç no participaria en batalla. Aproximadament una quarta part de les tropes de combat consistien en veterans de la Primera Guerra Mundial, majors de 40 anys.
Els alemanys van desplegar a l'oest entre maig i juny uns 2.700 tancs i canons autopropulsats, incloent el material de les reserves; així com unes 7.500 peces d'artilleria amb reserves de munició per a 6 setmanes de combat. La Luftwaffe dividí les seves forces en 2 grups. 1.815 avions de combat, 487 de transport i 50 planadors van ser desplegats per reforçar el Grup d'Exèrcits B, amb 3.286 avions de combat més desplegats per reforçar els Grups d'Exèrcits A i C.
L'exèrcit alemany estava dividit en 3 grups:
- Grup d'Exèrcits A: comandat per Gerd von Rundstedt. Format per 45½ divisions, incloent 7 cuirassades, havia d'executar el moviment decisiu, fent un "Sichelschnitt" (no era el nom oficial de l'operació, sinó la traducció a l'alemany d'una frase encunyada per Winston Churchill després dels successos)[24] com un Tall de Falç (i abans s'havia dit un «tall de dalla cuirassada»)[25] a través de les defenses aliades a les Ardenes. Estava format per 3 exèrcits: el Quart, el Dotzè i el Setzè. Tenia 3 cossos panzer: el Quinzè, destinat al Quart Exèrcit; mentre que els altres dos (el Quaranta-unè i el Dinovè estaven units al 14è Cos d'Exèrcit, format per dues divisions d'infanteria motoritzada, en un nivell operatiu especial independent al Panzergruppe Kleist. Aquesta organització va ser per coordinar millor la marxa d'aproximació al Mosa; un cop els caps de pont s'haguessin establert al riu, el quarter general del Grup Panzer es dissoldria i els 3 cossos es dividirien entre els exèrcits 12è i 16è.
- Grup d'Exèrcits B: comandat per Fedor von Bock. Format per 29½ divisions, incloent 3 cuirassades, havia d'avançar pels Països Baixos i tancar les unitats septentrionals dels exèrcits aliats en una bossa. Estava format pels exèrcits Sisè i Divuitè.
- Grup d'Exèrcits C: comandat per Wilhelm Ritter von Leeb. Format per 18 divisions, havia de prevenir un moviment de flanc des de l'est i llançar petits atacs contra la Línia Maginot i el Rin superior. Consistia en els exèrcits Primer i Setè.

### Els Aliats

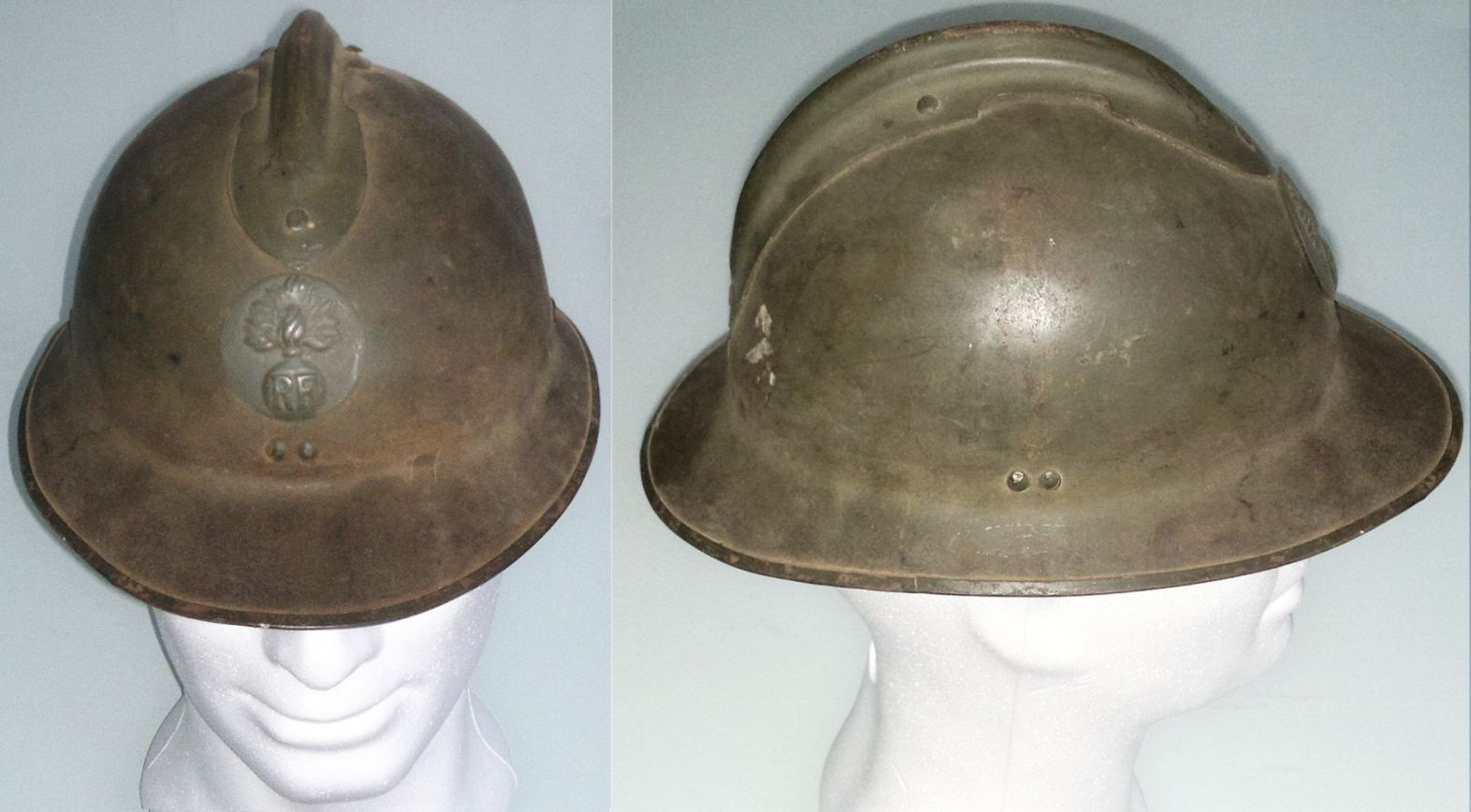
Casc Adrian francès, model 1926. Segona Guerra Mundial, 1940.

A causa d'una baixa taxa de natalitat, que havia declinat encara més durant la I Guerra Mundial, França tenia una relativa mancança de mà d'obra relativa a la seva població, la qual era poc menys de la meitat de la població alemanya. Per compensar-ho, França mobilitzà gairebé un terç de la seva població masculina entre 20 i 40 anys, fent que les seves forces armades arribessin als 6 milions d'efectius, enfront dels 5,4 milions de la Wehrmacht. Només 2,2 milions d'aquests servien en unitats al nord, sent la resta de 3,3 milions provinents dels exèrcits belga, britànic i neerlandès. El 10 de maig hi havia 134 divisions al nord (93 franceses, 22 belgues, 10 britàniques i 9 neerlandeses). De totes elles, 6 eren cuirassades i 24 motoritzades. 22 divisions més estaven en fase d'entrenament o de formació en base d'una emergència durant la campanya (no comptabilitzant com a unitats reconstituïdes), entre les quals hi havia dues divisions poloneses i una txeca. Al costat d'aquestes divisions completes, els aliats tenien diverses unitats independents menors: els neerlandesos tenien l'equivalent a unes 8 divisions en brigades independents i batallons; els francesos tenien 29 Regiments d'Infanteria Fortificada independents. De les divisions franceses, 18 estaven formades per tropes voluntàries colonials, 19 eren "divisions-B", les quals tenien una àmplia proporció d'homes majors de 30 anys que necessitaven reentrenar-se després de la mobilització. Les forces aliades millor entrenades eren les divisions britàniques, completament motoritzades i amb un gran percentatge de soldats professionals; mentre que les pitjors equipades eren les neerlandeses.
Les forces aliades van desplegar una força orgànica d'uns 3.100 tancs moderns i canons autopropulsats els 10 de maig; i 1.200 més van ser enviats al combat en unitats noves o des de les reserves de material. 1.500 tancs FT-17 obsolets també van ser enviats al front d'un total d'uns 5.800. tenien unes 14.000 peces d'artilleria. Si bé els aliats gaudien d'una superioritat numèrica a terra, eren inferiors a l'aire: l'Armee de l'Air francesa disposava de 1.562 avions, i el Comandament de Caces de la RAF en disposava de 680, mentre que el Comandament de Bombarders de la RAF podia contribuir amb uns 392 avions per a les operacions. La majoria dels avions aliats eren obsolets; i només el Hawker Hurricane britànic i el Dewoitine D.520 francès podien combatre amb el Messerschmitt Bf 109 alemany en uns termes semblants d'igualtat.
A l'inici de Fall Rot, la indústria aeronàutica francesa havia assolit una producció considerable, amb un material de reserva estimat de prop de 2.000 avions. No obstant això, una mancança crònica de peces de recanvi va malmetre aquesta flota. Només 559 avions podien entrar en servei (un 29%), dels quals 170 eren bombarders.
Les forces franceses del nord estaven formades en 3 Grups d'Exèrcits: el Segon i el Tercer defensaven la Línia Maginot a l'est; el Primer Grup d'Exèrcits, a les ordres del general Gaston-Henri Billotte, estava situat a l'oest i hauria d'executar el moviment cap als Països Baixos. El Setè Exèrcit francès, situat a la costa, va ser reforçat amb una divisió mecanitzada (cuirassada) lleugera (DLM). El Setè Exèrcit hauria d'avançar cap als Països Baixos via Anvers. Al sud hi havia les 9 divisions de la Força Expedicionària Britànica (BEF), que avançaria cap a la Línia Dijle i se situaria a la dreta de l'exèrcit belga. El Primer Exèrcit francès, reforçat per dues divisions mecanitzades lleugeres, amb una divisió cuirassada de reserva (DCR) defensaria la Bossa de Gembloux. L'exèrcit situat més al sud que participaria en el moviment vers Bèlgica era el Novè Exèrcit francès, que hauria de cobrir tot el sector del Mosa entre Namur i Sedan. A Sedan, el Segon Exèrcit francès formaria la "bisagra" del moviment i restaria atrinxerat.
El Primer Grup d'Exèrcits tenia 35 divisions franceses; les altres 40 divisions aliades del seu sector portarien una igualtat numèrica amb les forces combinades alemanyes dels Grups d'Exèrcits A i B. No obstant això, els primers només s'haurien d'enfrontar a les 18 divisions que formaven el Novè i el Segon Exèrcits, i gaudirien d'una gran superioritat local. Per reforçar aquest sector amenaçat, Gamelin disposava d'una reserva estratègica de 16 divisions a nivell del Quarter General, dues de les quals eren cuirassades. Aquestes eren divisions de "reserva" només en un sentit operatiu, consistent en tropes d'alta qualitat; moltes de les quals eren divisions en actiu en temps de pau, i que no eren comparables a les divisions de reserva alemanyes, que estaven entrenades a mitges. Confusament, totes les divisions franceses mobilitzades eren classificades oficialment com a A o com a "divisions de reserva" B, encara que la majoria d'elles servien directament als exèrcits del front.

## Maig:Fall Gelb- Països Baixos, Bèlgica i la França Septentrional

### El Nord

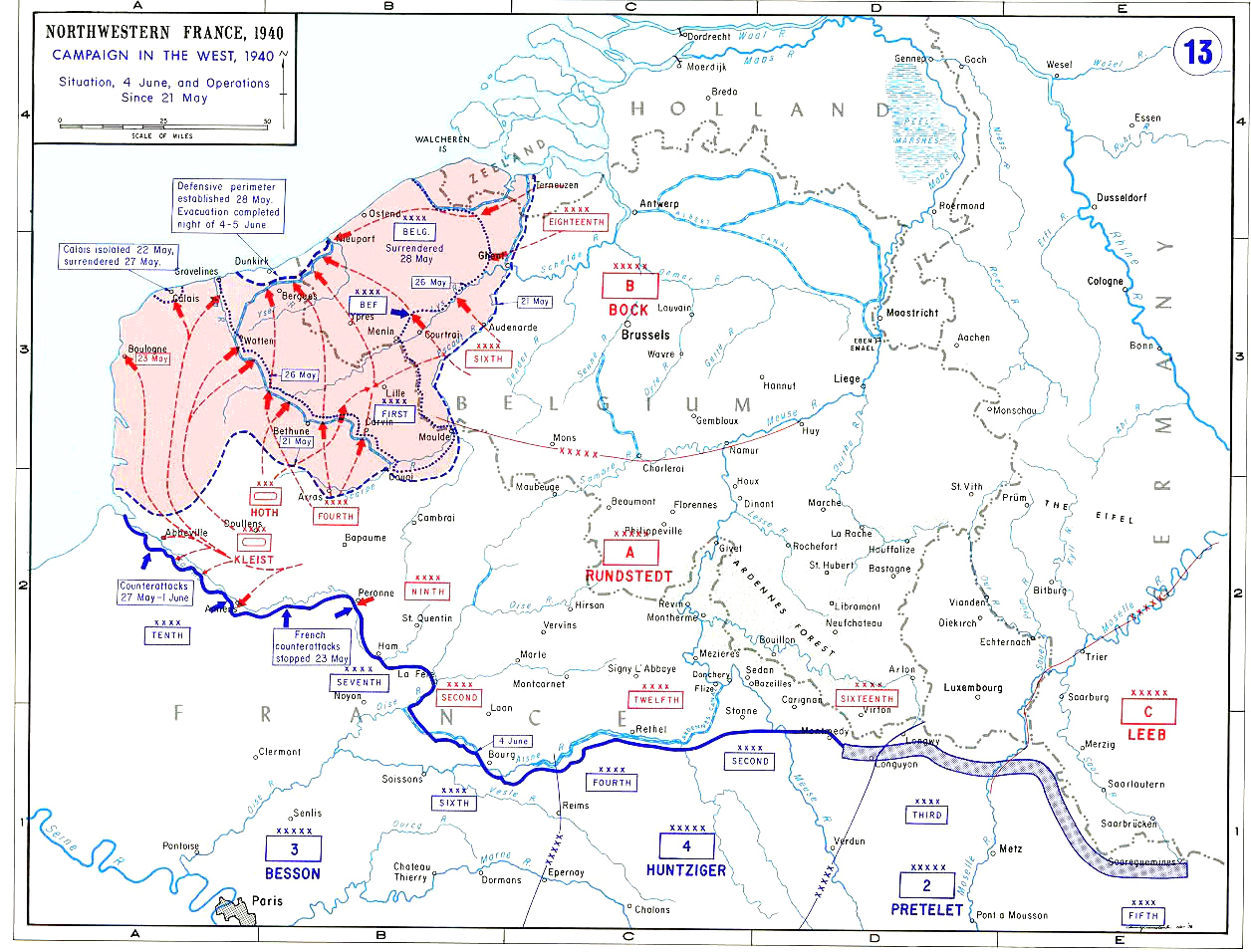
Evolució del front entre el 21 de maig i el 4 de juny. L'àrea rosa és la zona on els aliats van quedar encerclats; el perímetre final al voltant de Dunkerque està marcat en blanc.

Alemanya inicià Fal Gelb el vespre i la nit del 10 de maig de 1940. Durant la darrera hora del vespre del 9 de maig, les tropes alemanyes van ocupar Luxemburg. El Grup d'Exèrcits B llançà la seva ofensiva durant la nit sobre els Països Baixos i Bèlgica. Les unitats Fallschirmjäger (paracaigudistes) de la 7a Flieger i la 22. Luftlande Infanterie-Division del general Kurt Student executaren aquell matí salts sorpresa sobre La Haia, a la carretera de Rotterdam i contra el fort belga d'Eben-Emael, per tal de facilitar l'avanç del Grup d'Exèrcits B.
En l'Ordre del Dia, dirigint-se als seus soldats, Hitler va declarar:
«La batalla que comença avui decidirà el destí de la nació alemanya durant els pròxims mil anys.»
El comandament francès reaccionà immediatament, enviant el seu Primer Grup d'Exèrcits cap al nord d'acord amb el Pla D. Aquest moviment implicava les seves millors forces, malmetent la seva capacitat de lluita per la desorganització parcial que implicava i perquè la seva mobilitat depenia de les seves reserves de combustible. Aquell vespre, el Setè Exèrcit francès travessà la frontera neerlandesa, només per trobar-se als holandesos en plena retirada. Els comandaments aeris francès i britànic van ser menys efectius del que havien previst els seus comandants, i la Luftwaffe ràpidament va guanyar la superioritat aèria, negant als Aliats la possibilitat de realitzar reconeixements aeris i interrompent les comunicacions aliades i tota coordinació.

#### Països Baixos
La Luftwaffe havia garantit la superioritat aèria sobre els Països Baixos. Van destinar 247 bombarders mitjans, 147 caces, 424 transports i 12 hidroavions per a les accions directes sobre els Països Baixos. La Força Aèria Neerlandesa, la Militaire Luchtvaartafdeling, tenia una força de 144 avions de combat, la meitat dels quals van ser destruïts el primer dia de combats. La resta van ser dispersats; i només van aconseguir abatre un grapat d'avions alemanys. En total, la Militaire Luchtvaartafdeling només va realitzar 332 sortides, perdent 110 dels seus avions.
El Divuitè Exèrcit alemany assegurà tots els ponts estratègicament vitals de Rotterdam, penetrant la Fortalesa Holanda i sobrepassant la Nova Línia Aquàtica pel sud. Tot i això, una operació organitzada per separat per la Luftwaffe per assetjar la seu del govern neerlandès, conegut com la batalla de la Haia, acabà amb un complet fracàs. Els aeroports que envoltaven la ciutat (Ypenburg, Ockenburg, i Valkenburg) van ser capturats amb un gran nombre de baixes i la pèrdua dels avions de transport, només per ser perduts aquell mateix dia mitjançant dos contraatacs per dues divisions d'infanteria de la reserva holandesa. Els holandesos van capturar o matar 1.745 Fallschirmjäger, enviant 1.200 presoners a Anglaterra. El Transportgruppen de la Luftwaffe també van patir molt. El transport dels paracaigudistes va tenir un cost de 125 Ju 52s destruïts i 47 més danyats, la qual cosa era el 50% de la flota. Molts d'aquests transports van ser destruïts a terra, i alguns fins i tot mentre que intentaven aterrar enmig del foc, car les tropes alemanyes no havien assegurat els aeròdroms i les zones d'aterratge.

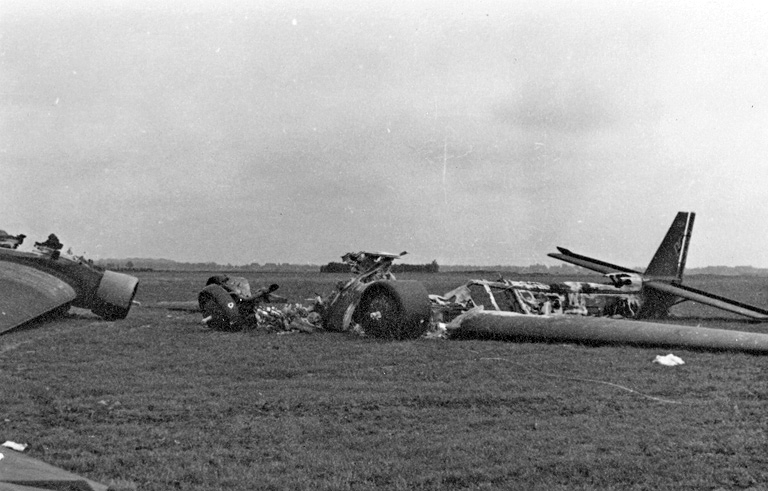
Restes d'un transport Junkers Ju 52 alemany en un camp holandès. La meitat dels Transportgruppen de la Luftwaffe van ser destruïts durant l'assalt

El Setè Exèrcit francès fracassà en el seu intent de bloquejar els reforços alemanys de la 9a Divisió Panzer, que arribà a Rotterdam el 13 de maig. El mateix dia, després de la batalla de Grebbeberg, en la que fracassà una contraofensiva destinada a contenir una penetració alemanya, els holandesos es retiraren de la línia Grebbe a la Nova Línia Aquàtica.
L'exèrcit neerlandès, majoritàriament intacte, es rendí al vespre del 14 de maig, després que Heinkel He 111s del Kampfgeschwader 54 bombardegessin Rotterdam. Es considerà que la seva situació havia esdevingut sense esperança, i temien que una resistència prolongada només comportaria la destrucció de les principals ciutats holandeses. El document de capitulació va signar-se el 15 de maig. No obstant això, les tropes neerlandeses a Zelanda i a les colonies continuaren la lluita, mentre que la Reina Guillermina establia un govern a l'exili a Gran Bretanya.

#### Bèlgica central
Els alemanys van poder establir una superioritat aèria sobre Bèlgica amb facilitat. Havent completat diverses missions de reconeixement, van destruir 83 dels 179 avions de la Aeronautique Militaire durant les primeres 24 hores. Els belgues van poder realitzar 77 missions operatives, però no van poder contribuir gaire a la campanya aèria. La Luftwaffe havia assegurat la supremacia aèria sobre els Països Baixos.
Com que el Grup d'Exèrcits B havia quedat molt afeblit respecte als plans inicials, l'ofensiva en finta que havia de realitzar el Sisè Exèrcit va quedar immediatament en perill de veure's bloquejat, car les defenses belgues al Canal Albert eren molt fortes. La ruta principal d'aproximació estava bloquejada pel Fort Eben-Emael, una gran fortalesa que llavors es considerava com la més moderna del món, que controlava la junció del Mosa i del Canal Albert. Qualsevol endarreriment podia fer perillar el resultat de tota la campanya, car era essencial que el cos principal de les tropes Aliades quedés fora de combat abans que el Grup d'Exèrcits A pogués establir els seus caps de pont.
Per superar aquesta dificultat, els alemanys usaren mètodes poc convencionals en l'assalt de la fortalesa. A primera hora del 10 de maig, planadors alemanys van aterrar a la teulada del fort i equips d'assalt van desarmar els canons principals amb càrregues buides. Els ponts sobre el canal van ser ocupats per paracaigudistes alemanys. Sorpresos per una escletxa a les seves defenses just on semblaven ser més fortes, el Comandament Suprem belga retirà les seves divisions a la línia KW cinc dies abans del que s'havia previst. En aquells moments, la BEF i el Primer Exèrcit francès encara no s'havien atrinxerat. Quan el XVI Panzerkorps del tinent general Erich Hoepner, format per les divisions panzer 3a i 4a, va llançar-se sobre els ponts recent capturats en direcció a la Bossa de Gembloux, semblava confirmar les expectatives del Comandament Suprem francès que el Schwerpunkt alemany seria en aquell punt. Les dues divisions mecanitzades lleugeres franceses, la 2a i la 3a van rebre ordres d'enfrontar-se als tancs alemanys i que cobrissin l'atrinxerament del Primer Exèrcit. La consegüent batalla de Hannut, que va tenir lloc el 12 i el 13 de maig, va ser la major batalla de tancs fins al moment, amb gairebé 1.500 vehicles cuirassats participant-hi.
Els francesos afirmaren haver destruït uns 160 tancs alemanys amb unes pèrdues de 91 Hotchkiss H35 i 30 Somua S35 destruïts o capturats. Els alemanys controlaren el camp de batalla, recuperant i reparant o reconstruint diversos dels seus panzers: finalment, les pèrdues irreparables alemanyes sumaven 49 tancs (20 de la 3a divisió i 29 de la 4a). Els blindats alemanys van tenir una taxa de fallades mecàniques que és impossible de saber la xifra exacte de tancs destruïts per accions franceses. El segon dia de l'ofensiva, els alemanys van aconseguir superar la pantalla de tancs francesos, que es retirava amb èxit el 14 de maig, després d'haver guanyat temps suficient perquè el Primer Exèrcit es fes fort. Hoepner intentà trencar la línia francesa el 15 de maig tot i les ordres contràries, l'únic moment de tota la campanya en el que els blindats alemanys atacaren frontalment una posició ben fortificada. L'atac va ser rebutjat per la 1a divisió d'infanteria del Marroc, costant a la 4a divisió panzer uns altres 42 tancs, 26 dels quals van quedar totalment irreparables. Aquests èxit defensiu francès finalment va ser irrellevant pels successos del sud.

### El Centre

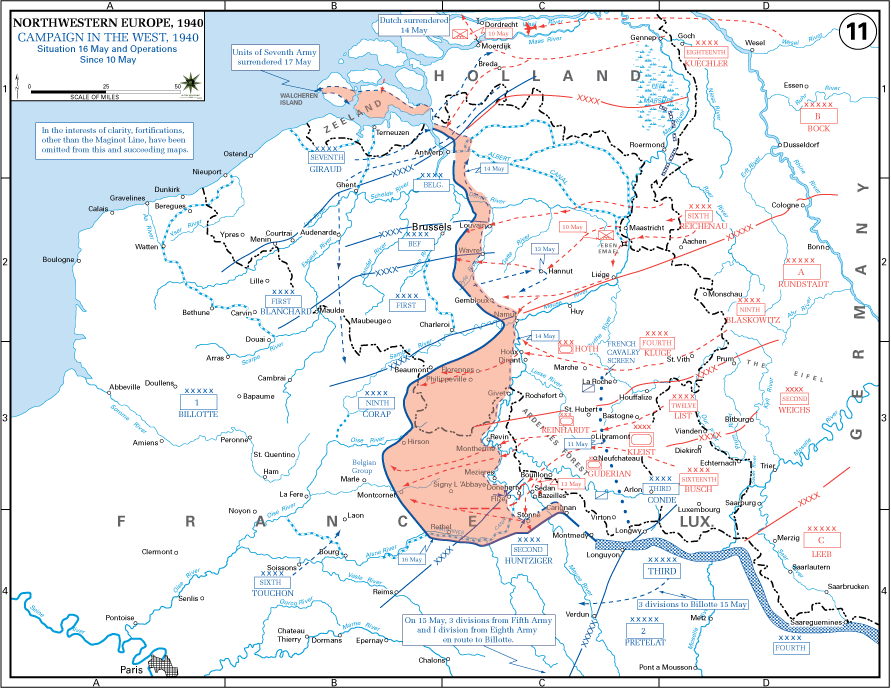
L'avanç alemany fins a mitjanit del 16 de maig de 1940

Al centre, el progrés del Grup, el progrés del Grup d'Exèrcits A va quedar endarrerit per l'avanç de les divisions mecanitzades de cavalleria lleugera franceses i belgues (Divisions Légères de Cavalerie) a les Ardenes. Aquestes forces tenien una capacitat antitanc insuficient per fer front a aquell sorprenent gran nombre de tancs alemanys i, de seguida, van retirar-se cap al Mosa. L'avanç alemany va veure's obstaculitzat pel gran nombre de tropes que intentaven avançar per unes carreteres molt dolentes (el Grup Panzer Kleist tenia més de 41.000 vehicles). Aquesta immensa armada només disposava de 4 rutes de marxa per les Ardenes. Els programes van demostrar-se com a massa optimistes i ben aviat van començar les congestions i els embussos, començant al Rin a l'est, i que durarien fins a dues setmanes. Aquesta circumstància feia que el Grup d'Exèrcits A fos molt vulnerable als atacs aeris francesos, però aquests no van arribar a materialitzar-se.
Tot i que Gamelin era conscient d'aquesta situació, la força de bombarders tàctics francesa era molt feble per ser capaç de desafiar la superioritat aèria alemanya prop de la frontera. L'11 de maig Gamelin ordenà a diverses divisions de reserva que comencessin a reforçar el sector del Mosa. A causa de l'amenaça de la Luftwaffe, els moviments en ferrocarril van limitar-se a la nit, alentint el reforç; però els francesos no sentien cap mena d'urgència davant la lentitud alemanya.
L'avanç alemany arribà a la línia del Mosa al vespre del 12 de maig. Per permetre que cadascun dels 3 exèrcits que formaven el Grup d'Exèrcits A travessessin el riu, havien d'establir-se 3 grans caps de pont, a Sedan al sud, a Monthermé a 20 km al nord-oest i a Dinant a 50 km al nord. Les primeres unitats a arribar amb prou feines tenien una superioritat local, el suport artiller era insuficient i estava limitat a 12 projectils per canó.

#### Trencament alemany a Sedan
A Sedan, la Línia del Mosa consistia en un fort cinturó defensiu de 6 km de fons d'acord amb els principis moderns de zona defensiva en pendents enfocats a la vall del Mosa i reforçats per 103 fortins, on s'estava el 147è Regiment d'Infanteria Fortificada. Les posicions més profundes estaven ocupades per la 55a Divisió d'Infanteria. Aquest només era un grau de la divisió de reserva "B", però en aquells moments els reforços estaven arribant. El matí del 13 de maig, la 71a Divisió d'Infanteria va situar-se a l'est de Sedan, permeten a la 55a divisió estrènyer el seu front un terç i aprofundir la seva posició 10 km. A més, tenia superioritat artillera sobre les unitats alemanyes presents a la zona. El comandament francès esperava que els alemanys només atacaria davant aquelles formidables defenses quan reunissin una gran força d'infanteria i artilleria, una concentració que no s'esperava que es completés fins al 20 de maig, donades les congestions de trànsit; una data molt semblant a la projectada en un inici per Halder. Per tant, va ser una sorpresa majúscula quan les temptatives de travessar el riu es realitzaren el quart dia de la invasió.

#### Contribució de la Luftwaffe a la ruptura
El 13 de maig, el XIX Cos alemany forçà 3 travesses prop de Sedan, executades pels regiments d'infanteria motoritzades de les divisions panzer 1a, 2a i 10a, reforçats pel regiment d'infanteria d'elit Großdeutschland. En canvi de llançar un lent bombardeig d'artilleria massiu, com els francesos esperaven, els alemanys van concentrar la major part de la seva força de bombarders tàctics per obrir un forat en un estret sector de les línies franceses mitjançant un bombardeig en estora realitzat per bombarders en picat. Hermann Göring havia promès a Guderian que hi hauria un extraordinari suport aeri durant 8 hores d'atac, des de les 8:00 fins al vespre. La Luftflotte3, recolzada per la Luftflotte 2, portà a terme el bombardeig més dur fins al moment i el més intens de la Luftwaffe durant la guerra. La Luftwaffe envià dos Stukageschwader a l'assalt, realitzant 300 sortides contra les posicions franceses, amb només el Stukageschwader 77 realitzant fins a 201 missions individuals. 9 Kampfgeschwader realitzaren 3.940 sortides, sovint en una força de Gruppe.
Les seccions avançades i els fortins del 147è RIF van quedar poc afectades pel bombardeig i van mantenir les seves posicions durant la major part del dia, rebutjant inicialment les temptatives de travessa de les divisions panzer 2a i 10a a la seva esquerra i dreta. No obstant això, hi havia una escletxa a la seva línia de búnquers al centre de la riba. A darrera hora del vespre, el Großdeutschland penetrà en aquesta posició, intentant ràpidament explotar aquesta oportunitat. La profunda zona de defensa francesa havia estat dissenyada per derrotar just aquesta mena de tàctiques d'infiltració; i ara la moral de les companyies de la 55a divisió situades a les posicions més profundes començava a caure davant l'impacte dels atacs aeris alemanys. Havien fugit o havien quedat massa atordits per oferir una resistència efectiva gaire temps. Les bateries d'artilleria franceses s'havien retirat, creant la impressió entre els defensors que quedaven de la 55a divisió que havien quedat aïllats i abandonats. Ells també es van retirar a darrera hora del vespre. Amb un cost d'alguns centenars de ferits, la infanteria alemanya va aconseguir penetrar fins a 8 km dins la zona defensiva francesa a mitjanit. Fins i tot llavors, quan la major part de la infanteria encara no havia travessat, la major part dels èxits va ser gràcies a les accions de només sis seccions, principalment enginyers d'assalt.
El desordre que havia començat a Sedan s'estengué per totes les línies franceses mitjançant grups de soldats extraviats i en retirada. A les 19:00 del 13 de maig, el 259è regiment de la 55a divisió, situat a la darrera línia defensiva preparada al pas de Bulson, a 10 km del Mosa, va ser envaïda pel pànic pel fals rumor que els tancs alemanys ja es trobaven just al davant de les seves posicions. Fugiren, creant un forat a les defenses franceses, fins i tot abans que un únic tanc alemany hagués travessat el riu. Aquest "Pànic de Bulson", o "phénomène d'hallucination collective", va estendre's a l'artilleria de la divisió, car els punts de travessia ja no es trobaven dins del radi d'acció de les bateries franceses. La divisió deixà d'existir; tot i que els alemanys no havien atacat encara la seva posició, i no ho farien fins a 12 hores després.
El matí del 14 de maig, dos batallons cuirassats dotats de FCM 36 (el 4t i el 7è) i el regiment de reserva de la 55a divisió (el 213è) van llançar un contraatac contra el cap de pont alemany. Van ser rebutjats a Bulson pels blindats i les unitats antitanc alemanyes que havien travessat el riu des de les 7:20 sobre el primer pont de pontons.

#### Batalles aèries sobre el Mosa
El General Gaston-Henri Billotte, comandant del Primer Grup d'Exèrcits, el flanc dret del qual pivotava sobre el Sedan, urgí perquè els ponts sobre el riu Mosa fossin destruïts mitjançant un atac aeri, convençut que "sobre ells passarà la victòria o la derrota!". Aquell mateix dia, tots els bombarders lleugers aliats disponibles van ser llançats en una temptativa per destruir els tres ponts, però fracassaren i patiren greus pèrdues. La Força Avançada d'Atac Aeri de la RAF (AASF - RAF Advanced Air Striking Force ) comandada per vicealmirall de l'aire P H L Playfair, va endur-se'n la pitjor part dels atacs. El pla preveia que la RAF llancés els seus bombarders a l'atac, protegit pels grups de caça francesos. Els bombarders britànics van rebre una cobertura aèria insuficient, perdent-se 21 caces francesos i 48 bombarders britànics, el 44 per cent de la força de la AASF, a mans del Jagdfliegerführer 3 Jagdgruppen de l'Oberst Gerd von Massow. L'Armée de l'Air també provaren d'aturar les columnes cuirassades alemanes, però la petita força de bombarders francesos havia quedat molt malmesa els dies anteriors i només dues dotzenes d'avions van poder ser llançats contra aquell objectiu vital. Dos bombarders francesos van resultar abatuts. Les defenses antiaèries franceses, consistents en 198 canons de 88mm, 52 de 3,7cm i 81 de 20mm aconseguiren abatre la meitat dels bombarders aliats perduts. En només un dia, els aliats havien perdut 90 bombarders. A la Luftwaffe, aquell dia es va conèixer com el "Dia dels Caces".

#### El col·lapse de França
| Els comandants dels 3 Cossos Panzer del Grup d'Exèrcits A | Els comandants dels 3 Cossos Panzer del Grup d'Exèrcits A | Els comandants dels 3 Cossos Panzer del Grup d'Exèrcits A |
| --------------------------------------------------------- | --------------------------------------------------------- | --------------------------------------------------------- |
| Heinz Guderian                                            | Hermann Hoth                                              | Georg-Hans Reinhardt                                      |
| Guderian                                                  | Hoth                                                      | Reinhardt                                                 |

Heinz Guderian, comandant del XIX Cos, havia indicat el 12 de maig que volia ampliar el cap de pont fins a, com a mínim, 20 km. El seu superior, general Ewald von Kleist, li ordenà que limités els seus moviments fins a un màxim de 8 km abans de consolidar la seva posició. El 14 de maig a les 11:45, von Rundstedt confirmà aquesta ordre, la qual cosa implicava que els tancs havien d'atrinxerar-se. No obstant això, Guderian desobeí immediatament l'ordre, expandint el perímetre tant a l'oest com al sud.
En el pla original de von Manstein, com Guderian havia suggerit, es realitzarien atacs secundaris al sud-est, a la rereguarda de la Línia Maginot, per tal de confondre el comandament francès. Aquesta part va ser eliminada per Halder, però Guderian envià la 10a Divisió Panzer i la Großdeutschland cap al sud per tal d'executar un atac en finta, usant l'única ruta disponible sobre la plana de Stonne. El comandant del Segon Exèrcit francès, General Charles Huntziger, intentà llançar un contraatac en el mateix punt mitjançant la 3e Division Cuirassée de Réserve, per tal d'eliminar el cap de pont; resultant en una col·lisió cuirassada, amb ambdós exèrcits intentant guanyar terreny en va mitjançant ferotges atacs des del 15 al 18 de maig, amb el poble de Stonne canviant de mans en diverses ocasions. Huntzinger ho considerà com un èxit defensiu i limità els seus esforços a protegir el seu flanc. El vespre del 16 de maig, Guderian retirà la 10a Divisió Panzer, car li havia trobat una tasca millor.
Guderian havia fet girar les seves altres dues divisions cuirassades, la 1a i la 2a Panzer cap a l'oest el 14 de maig. Al vespre, encara hi havia una oportunitat pels francesos perquè poguessin atacar l'exposat flanc sud de la 1a Panzer abans la 10a no hagués entrat al cap de pont, però es va malaguanyar quan va haver-se de retardar l'atac planejat per a la 3a divisió cuirassada francesa perquè no estava preparada a l'hora prevista.
El 15 de maig, enmig d'una dura lluita, la infanteria motoritzada de Guderian dispersà els reforços del recentment format Sisè Exèrcit a la seva zona de reunió a l'oest de Sedan, tallant el flanc sud del Novè Exèrcit francès a 40 km i forçant la 102a divisió fortificada a abandonar les seves posicions, les quals havien bloquejat els tancs del XVI PanzerKorps a Monthermé. El Segon Exèrcit francès havia quedat molt malmès i es va mostrar impotent. Mentre que això succeïa, el Novè Exèrcit començà a col·lapsar-se. Aquest exèrcit havia vist reduir-se els seus efectius a causa que diverses de les seves divisions encara es trobaven a Bèlgica. A més, tampoc no havien tingut temps per fortificar-se i van haver de recular des del riu a causa de la incessant pressió de la infanteria alemanya. Això va permetre a l'impetuós generalmajor Erwin Rommel avançar lliurement amb la seva 7a Divisió Panzer. Rommel havia avançat molt ràpidament i les seves línies de comunicació amb el seu superior, General Hermann Hoth i el seu quarter general van quedar tallades. Desobeint ordres i usant la placa del sistema de Comandament de Missió i sense esperar que els francesos establissin una nova línia de defensa, continuà l'atac. La 5a divisió motoritzada francesa va ser enviada a bloquejar-lo, però els alemanys avançaven inesperadament de pressa, i Rommel aconseguí sorprendre els vehicles francesos mentre que carregaven combustible el 15 de maig. Els alemanys van poder disparar sobre els vehicles francesos netament arrenglerats i superar completament la seva posició. La unitat francesa va ser desintegrada en una onada de refugiats; sent superats completament mentre que dormien. El 17 de maig, Rommel havia capturat 10.000 presoners i només havia patit 36 baixes.

### El pretès ús de la "Blitzkrieg"
D'acord amb el pla original de Halder, el Panzerkorps havia acomplert una tasca precisament especificada. La seva infanteria motoritzada havia assegurat les travessies dels rius i els seus regiments cuirassats havien pres una posició dominant. Ara havien de consolidar-se, permeten a les 36 divisions d'infanteria que els seguien que se situessin per a la "batalla real": potser una Kesselschlacht clàssica si l'enemic es quedava al nord o potser un combat si intentava escapar cap al sud. En ambdós casos una enorme massa de divisions alemanyes, tant cuirassades com d'infanteria, haurien d'actuar en cohesió per anihilar l'enemic. El Cos Panzer no faria caure l'enemic per si mateix. El pla exigia que els alemanys haurien d'estar preparats en 5 dies.
El 16 de maig, tant Guderian com Rommel van desobeir les seves ordres directes i van dur a terme accions de clara insubordinació contra els seus superiors; car no estaven actuant sota el concepte del Auftragstaktik. Van sortir dels seus caps de pont i van avançar les seves divisions diversos kilòmetres a l'oest tot el ràpid que van poder. Guderian arribà fins a Marle, a 80 km de Sedan, mentre que Rommel travessà el riu Sambre a Le Cateau, a 100 kilòmetres del "seu" cap de pont a Dinant.
La interpretació de les accions de tots dos generals ha generat una profunda controvèrsia i està connectada amb la qüestió de la natura precisa i l'origen de les tàctiques de Blitzkrieg, de les quals la campanya de 1940 sovint és presentada com un exemple clàssic. Un element essencial de la Blitzkrieg va ser considerar que crear un setge de tropes enemigues executat per forces mecanitzades que causaven el col·lapse operatiu del defensor. També s'ha vist com una forma nova i revolucionària de l'art de la guerra. Després de la guerra, Guderian afirmà que havia actuat d'acord amb la seva pròpia iniciativa, inventant essencialment aquesta forma clàssica de Blitzkrieg sobre la marxa. La interpretació tradicional accepta la doctrina operativa alemanya, rebaixant el conflicte intern alemany a una mera diferència d'opinió sobre el temps i senyalant que l'afirmació de Guderian és inconsistent amb el seu paper professat de "profeta de la Blitzkrieg". S'ha vist com una anomalia que no hi hagi cap referència explícita a aquestes tàctiques al plans de batalla alemanys. Una interpretació posterior també veu la Blitzkrieg com a revolucionària, però nega que estigui d'acord amb la doctrina establerta, reivindicant a Guderian. Segons aquest punt de vista, la Blitzkrieg és la primera instància històrica de la Blitzkrieg.
Mentre que ningú no sabia on es trobava Rommel (va avançar tan de pressa i tan lluny que quedà ràpidament fora del radi d'abast de les ràdios, atorgant el sobrenom de Gespenster-Division, "Divisió Fantasma" a la seva 7a Divisió Panzer), i va fer que von Kleist es dirigís a la posició de Guderian el matí del 17 de maig i, després d'una ardorosa discussió, el rellevés de tots els seus deures. No obstant això, Von Rundstedt rebutjà confirmar l'ordre.

### La reacció Aliada

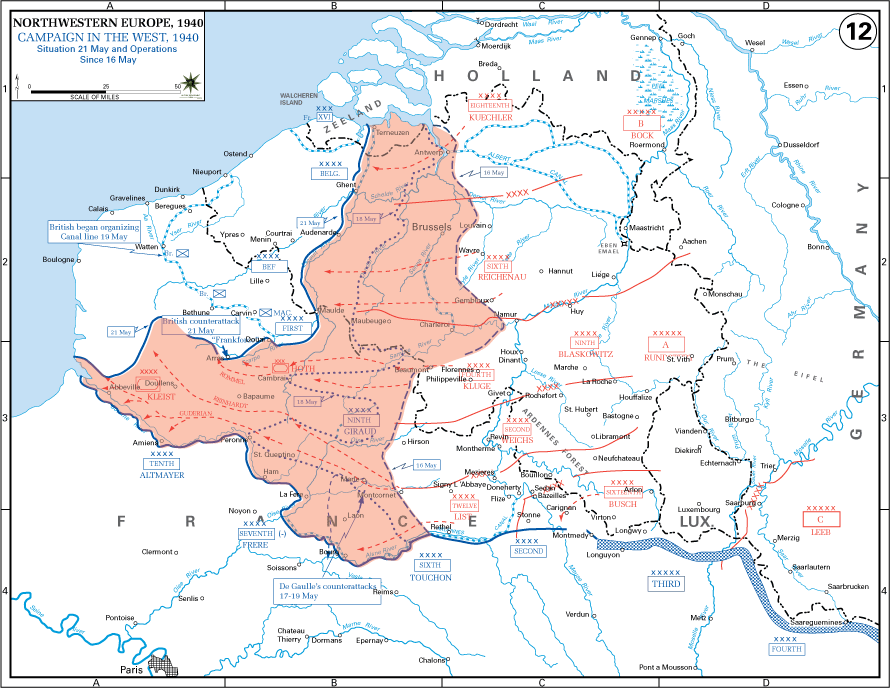
L'avanç alemany el 21 de maig de 1940

El Cos Panzer havia frenat el seu avanç considerablement i s'havia posat en una posició vulnerable. Estaven exhausts, sense combustible i calia reparar molts tancs. Hi havia un forat perillós entre ells i la infanteria. Un atac decidit portat a terme per una gran força mecanitzada els podria haver fet molt de mal.
L'Alt Comandament francès, però, havia quedat corprès davant la sobtada ofensiva i estava envaït per un sentiment de derrotisme. El matí del 15 de maig, el Primer Ministre francès, Paul Reynaud, trucà al nou Primer Ministre del Regne Unit, Winston Churchill, dient-li: "Hem estat derrotats. Estem fora de combat; hem perdut la batalla". Churchill, intentant oferir algun consol a Reynaud, li recordà totes les vegades que els alemanys havien superat les línies aliades durant la I Guerra Mundial només per ser aturats. Reynaud, no obstant això, seguia inconsolable.
Churchill volà a París el 16 de maig. Allà, reconegué immediatament la gravetat de la situació quan observà que el govern francès es trobava cremant els seus arxius i preparant-se per evacuar la capital. En una ombrívola reunió amb els comandants francesos, Churchill preguntà al general Gamelin "Où est la masse de manoeuvre?" (On està la reserva estratègica?) que havia salvat París en la I Guerra Mundial. "Aucune" (Cap), respongué Gamelin. Després de la guerra, Gamelin afirmà que la seva resposta havia estat "Ja no en queda cap". Churchill es va descriure escoltant aquesta resposta com el moment en què quedà més bocabadat de tota la seva vida. Churchill demanà a Gamelin on i quan proposava el general llançar un contraatac contra els flancs de la protuberància alemanya. Gamelin simplement va respondre "inferioritat de xifres, inferioritat d'equipament, inferioritat de mètodes".
Gamelin deia la veritat. La major part de les divisions franceses ja s'havien fet servir. L'única divisió cuirassada encara en reserva, la 2a, atacà el 16 de maig. Però les divisions cuirassades franceses de reserva, les Divisions Cuirassées de Réserve, eren, malgrat el seu nom, molt especialitzades en unitats de trencaments, optimitzades per atacar posicions fortificades. Podien ser útils per a la defensa, si s'atrinxeraven, però tenien molt poca utilitat en un combat. No podien executar tàctiques combinades infanteria-tancs simplement perquè no tenien un component significatiu d'infanteria motoritzada. A més tenien molt poca mobilitat tàctica, els seus tancs pesants Char B1, en els quals s'havia invertit la meitat del pressupost, havien de carregar combustible dues vegades al dia. La 2a Divisió Cuirassada va veure's obligada a dividir-se per realitzar una pantalla de cobertura. Les seves sots-unitats van lluitar amb valentia, però amb pocs efectes estratègics.
Malgrat la situació, algunes de les millors unitats al nord no havien lluitat gaire. Havien estat mantingudes en reserva quan podrien haver estat llançades en un contraatac decisiu. En canvi, havien perdut han part de la seva potència de combat simplement movent-se cap al nord. Si havien de córrer per dirigir-se al sud encara en perdrien més. La formació aliada més poderosa, la 1a Divisió Mecanitzada Lleugera francesa havia estat desplegada prop de Dunkerque el 10 de maig. Havia mogut les seves unitats d'avançada 220 km al nord-est, darrere la ciutat neerlandesa de 's-Hertogenbosch en només 32 hores. Després de trobar-se que l'exèrcit neerlandès s'havia retirat cap al nord, es retiraren i tornaren cap al sud. Quan arribaren a les línies alemanyes, només els quedaven operatius 3 dels seus 80 tancs Somua S-35, resultat principalment dels problemes mecànics.
Tot i això, una decisió radical de retirar-se cap al sud evitant el contacte amb els alemanys probablement hagués salvat la major part de les divisions mecanitzades i cuirassades, incloent la BEF; però, per l'altre costat, això significava que s'abandonaven prop de 30 divisions d'infanteria a la seva sort. La pèrdua de Bèlgica s'hagués vist com un important cop dur polític. Els Aliats no estaven segurs de què faria a continuació Alemanya, car amenaçaven en 4 direccions: cap al nord, atacant directament la principal força aliada; cap a l'oest, per deixar-la aïllada; cap al sud, per ocupar París; i cap a l'est, per moure's darrere la Línia Maginot. La resposta francesa va ser crear una nova reserva a les ordres del general Touchon, a part de reconstituir el Setè Exèrcit, usant qualsevol unitat que havien pogut retirar de la Línia Maginot per bloquejar el camí cap a París.
El coronel Charles de Gaulle, al comandament de la 4a divisió cuirassada, intentà llançar un atac des del sud que aconseguí un cert èxit. Aquest atac li proporcionaria una fama considerable i la promoció a general de brigada; però els atacs de De Gaulle del 17 i el 19 de maig no van tenir gaire significació dins de la situació en general.

### L'avanç alemany cap al Canal
Els Aliats van fer ben poc per amenaçar el Panzerkorps o per fugir del perill. Les tropes panzer van aprofitar el 17 i el 18 de maig per carregar combustible, menjar, dormir i posar a punt els tancs. El 18 de maig Rommel va aconseguir la rendició de Cambrai simplement realitzant un moviment en finta cuirassat cap a la ciutat.
Els Aliats semblaven incapaços de copiar-ho. El 19 de maig, el general Ironside, el Cap de l'Estat Major Imperial britànic, va reunir-se amb el general Lord Gort al seu quarter general prop de Lens. Allà, Gort informà que el comandant del Grup d'Exèrcits Nord francès, general Billotte, no li havia donat cap ordre en 8 dies. Ironside es confrontà a Billote, el quarter general del qual es trobava a prop, trobant-lo aparentment incapaç de prendre cap mena d'acció decisiva.
Ironside havia demanat originàriament a Gort que salvés la BEF mitjançant un atac al sud-oest cap a Amiens. Gort replicà que 7 de les seves 9 divisions encara es trobaven al riu Escalda, i que només tenia dues divisions disponibles per llançar un atac. Ironside tornà al Regne Unit preocupant amb el fet que la BEF ja estava derrotada, i ordenà mesures antiïnvasió urgents.
El mateix dia, l'Alt Comandament Alemany es mostrà molt confiat. Decidiren que no semblava que hagués de sorgir cap amenaça des del sud. Per tant, el general Franz Halder jugava amb la idea d'atacar París immediatament per fer fora França de la guerra. Les tropes aliades del nord s'estaven retirant del riu Escalda, exposant el seu flanc dret a la 3a i a la 4a divisions panzer. Hagués estat de bojos que els alemanys romanguessin inactius i permetre als aliats que reorganitzessin les seves defenses o escapessin: era el moment per impedir-ho. L'endemà, el Cos Panzer començà a avançar i superà les línies de les febles 18a i 23 divisions territorials britàniques. El Cos Panzer ocupà Amiens i assegurà el pont més occidental sobre el riu Somme a Abbeville. Aquest moviment aconseguí aïllar tropes britàniques, franceses, holandeses i belgues al nord. Aquell vespre, una unitat de reconeixement de la 2a divisió panzer del general Rudolf Veiel arribà a Noyelles-sur-Mer, a 100 km a l'oest. Des d'allà podien veure l'estuari del Somme i el canal de la Mànega.
El VIII. Fliegerkorps, sota el comandament del general Wolfram von Richthofen envià els seus StG 77 i StG 2 a cobrir aquesta cursa fins a la costa del Canal. Anunciat com "la millor hora" dels Stukas, aquestes unitats van respondre a cada petició d'ajut de les divisions panzer mitjançant un extremadament eficient sistema de comunicacions. Els Ju 87 eren molt efectius en atacar posicions als flancs de les forces alemanyes, posicions fortificades, així com a destruir cadenes de subministrament a rereguarda. La Luftwaffe també es beneficia de les excel·lents comunicacions terra-aire durant tota la campanya. Oficials d'enllaç equipats amb ràdios i situats a l'avançada podien trucar als Stukas i dirigir-los contra les posicions enemigues per tot l'eix de l'avanç. En alguns casos, els Stukas responien a les peticions d'ajut en només 10 ó 20 minuts. El Oberstleutnant Hans Seidmann (cap de l'estat major de Richthofen) va dir que mai més s'assolí un sistema tan funcional de discussió i planificació d'operacions conjuntes.

### El pla Weygand

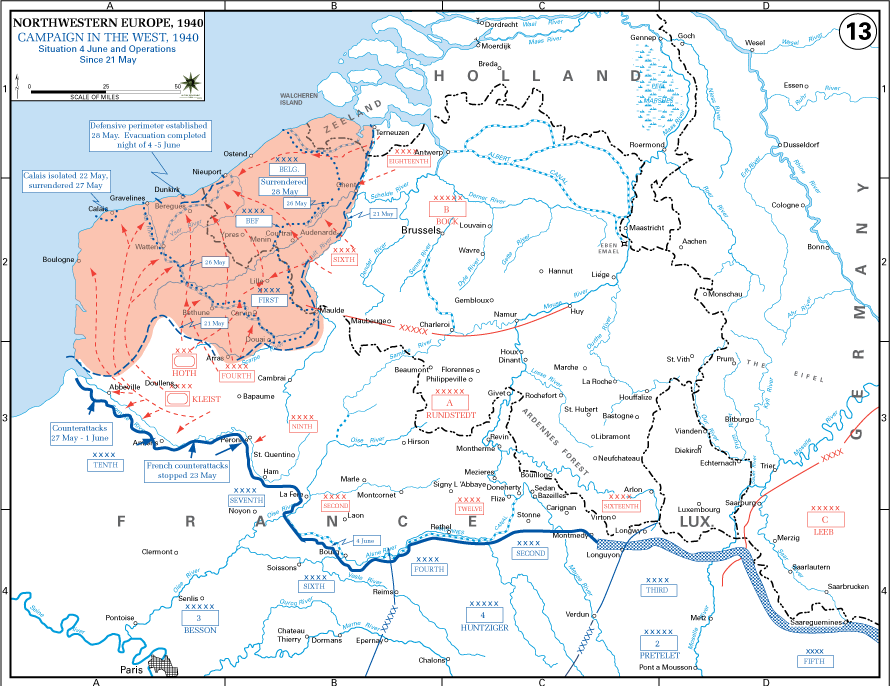
Situació el 4 de juny de 1940, i accions des del 21 de maig

El matí del 20 de maig, el general Gamelin ordenà als exèrcits atrapats a Bèlgica i al nord de França que sortissin d'allà i es dirigissin cap al sud per enllaçar amb les forces franceses que avançaven des del nord lluitant des del Somme. Però al vespre del 19 de maig, el Primer Ministre Reynaud destituí a Gamelin pel seu fracàs en contenir l'ofensiva alemanya, substituint-lo pel general Maxime Weygand. Weygand cancel·là les ordres de Gamelin, car volia conferenciar amb la resta de comandants aliats a Bèlgica abans de decidir què fer. Això resultà en 3 dies perduts abans que Weygand donés les mateixes ordres que Gamelin havia donat el 19 de maig. Tot i això, el pla seria conegut com el "Pla Weygand"
El 22 de maig, Weygand ordenà a les seves tropes que ataquessin la punta de llança cuirassada alemanya mitjançant atacs combinats des del nord i el sud. Sobre el mapa sembla una missió senzilla, car el corredor pel qual els dos cossos panzer de von Kleist havien avançat cap a la costa era de només 40 km d'ample. Sobre el paper, Weygand tenia forces suficient per executar-lo: al nord hi havia 3 divisions lleugeres mecanitzades i la BEF; al sud, hi havia la 4a divisió cuirassada de De Gaulle. Aquestes unitats tenien una força orgànica de 1.200 tancs, i les divisions panzer de nou eren molt vulnerables a causa del veloç deteriorament mecànic dels seus tancs. Però en canvi, la condició de les divisions aliades era molt pitjor. Tant al nord com al sud només podien disposar d'un grapat de tancs. Però tot i això, Weygand volà cap a Ypres el 21 de maig per intentar de convèncer els belgues i a la BEF del seu pla.
El mateix dia, un destacament de la Força Expedicionària Britànica, comandada pel Major-General Harold Edward Franklyn, intentà retardar l'ofensiva alemanya i, potser, aïllar la punta de l'exèrcit alemany. Durant la resultant batalla d'Arràs, el limitat contraatac va fer retrocedir dos regiments alemanys. Els canons antitanc alemanys de 37mm es demostraren inútils contra el blindatge dels tancs Matilda britànics, i Rommel, comandant alemany a Arràs, va veure's obligada a emprar els canons antiaeris de 88mm i els canons de 105mm a curta distància. Rommel informà que estava sent atacat per centenars de tancs, encara que només es tractava de 74 tancs britànics (58 Matilda Mk I i 16 Mk II) i de 60 tancs francesos que atacaren posteriorment. El pànic resultant retardà momentàniament l'ofensiva britànica; però els reforços alemanys van fer recular als britànics fins a Vimy l'endemà.
Encara que aquest atac no formava part de cap temptativa coordinada de destruir el Panzerkorps, l'alt comandament alemany s'espantà encara més que Rommel. Pensaven que centenars de tancs aliats estaven a punt de caure sobre les seves forces d'elit; però l'endemà tornaven a mostrar-se confiats i ordenaren al XIX. Panzerkorps de Guderian que es dirigís al nord, cap als ports del Canal de Calais i Boulogne. Aquesta posició estava a la rereguarda de les forces britàniques i aliades al nord.
També el 22 de maig, els francesos intentaren atacar al sud, cap a l'est d'Arràs, amb tancs i tropes d'infanteria. Però en aquells moments els alemanys ja havien tornat a reunir les seves formacions panzer, i l'atac va ser aturat, encara que amb algunes dificultats, per la 23a divisió d'infanteria.
El primer contraatac des del sud va llançar-se el 24 de maig quan la 7a Divisió d'Infanteria Colonial, recolzada per uns quants tancs, van fracassar en reconquerir Amiens. El 27 de maig, tot i estar incompleta i haver estat portada a correcuita des d'Evrecy (Normandia) on s'estava formant, la 1a divisió cuirassada britànica atacà Abbeville, però va ser rebutjada i patí greus pèrdues. L'endemà, de Gaulle també ho provà, però amb el mateix resultat.

### La BEF i els ports del Canal

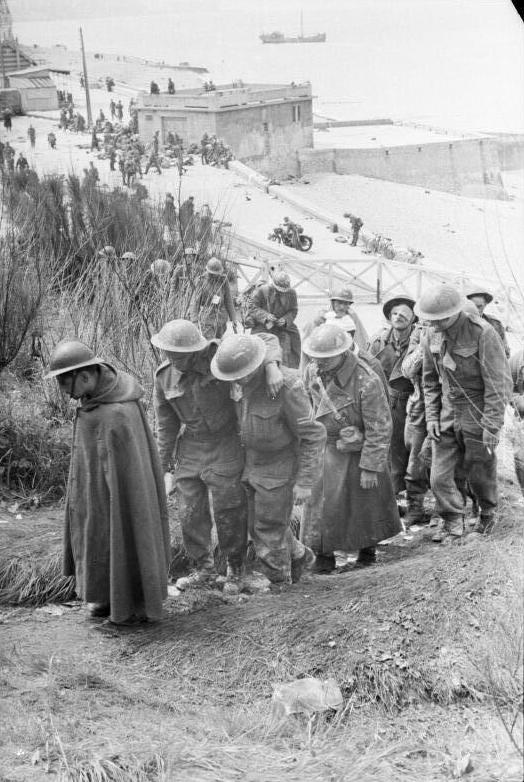
Soldats britànics fets presoners al nord de França.

Durant les primeres hores del 23 de maig, Lord Gort ordenà una retirada des d'Arràs. Ja havia perdut la fe en el pla de Weygand, però no en la proposta que aquest havia fet d'almenys intentar mantenir una bossa a la costa flamenca, anomenada Réduit de Flandres. Gort sabia que els ports eren necessaris per portar subministraments i que estaven sent amenaçats. Aquell mateix dia, la 2a Divisió Panzer havia assaltat Boulogne. La guarnició britànica es rendí el 25 de maig, tot i que s'aconseguiren evacuar 4.368 soldats. Aquesta decisió britànica d'evacuar les seves forces va ser posteriorment molt criticada a les publicacions franceses.
La 10a divisió panzer atacà Calais el 24 de maig. Els reforços britànics (el 3r Regiment Reial de Tancs, equipat amb tancs de creuer i la 30a Brigada Motoritzada) tot just havien desembarcat 24 hores abans que els alemanys ataquessin. El setge de Calais s'estengué durant 4 dies. Els defensors britànics finalment van ser superats i es rendiren a les 16:00 del 26 de maig, mentre que les darreres tropes franceses eren evacuades durant les primeres hores del 27 de maig.
La 1a Divisió Panzer estava preparada per atacar Dunkerque el 25 de maig, però Hitler ordenà el dia abans que s'aturessin. Aquesta decisió resta com una de les que més controvèrsia han generat de tota la guerra. Hermann Göring havia convençut a Hitler que la seva Luftwaffe podria impedir una evacuació i von Rundstedt advertí que qualsevol esforç suplementari de les divisions cuirassades faria que necessitessin un període molt major per recuperar-se. A més, atacar ciutats no formava part de les tasques normals de les unitats cuirassades segons la doctrina operativa alemanya.
Encerclats, els britànics, belgues i francesos llançaren l'operació Dinamo, que evacuà les tropes aliades des de la bossa nord a Bèlgica i al Pas de Calais, començant el 26 de maig. Aproximadament 198.000 soldats britànics van ser evacuats a Dinamo, juntament amb uns 140.000 francesos; dels quals la majoria retornà posteriorment a França. La posició aliada es complicà quan el rei dels belgues Leopold III es rendí l'endemà, rendició post-posada fins al 28.
Durant la batalla de Dunkerque, la Luftwaffe realitzà 1.882 sortides de bombarders i 1.997 de caces. Les pèrdues britàniques pujaren fins al 6% de les seves pèrdues totals durant la campanya de França, incloent a 60 pilots de caça. La Luftwaffe fracassà en la seva missió d'evitar l'evacuació, però causà grans danys en les forces aliades. 89 mercants (126.518 tones) es perderen; la Royal Navy perdé 29 dels seus 40 destructors, que van ser enfonsats o van quedar seriosament malmesos.
A primera hora del 16 de maig, la posició francesa a terra i a l'aire havia passat a ser desesperada. Pressionaren als britànics perquè despleguessin més grups de caces de la RAF a la batalla. El Mariscal de l'Aire Hugh Dowding, comandant del Comandament de Caces de la RAF s'hi negà, argumentant que si França queia, la força de caces britànica quedaria seriosament afeblida. Els 1.078 avions de la RAF havien quedat reduïts a només 475. Els registres de la RAF mostren que el 5 de juny de 1940 només quedaven en servei 179 Hawker Hurricanes i 205 Supermarine Spitfires.
Arreu regnava la confusió. Després de l'evacuació de Dunkerque i mentre que París era sotmès a un breu setge, part de la 1a divisió d'infanteria del Canadà va ser enviada a Brest i hagué d'avançar 320 km per terra cap a París abans d'assabentar-se que París havia caigut i que França havia capitulat. Van haver de recular i tornar a embarcar cap a Gran Bretanya. La 1a divisió cuirassada britànica, sota el major general Evans (sense la seva infanteria, que havia estat destinada a mantenir la pressió sobre la BEF a Dunkerque) havia arribat a França al juny de 1940. Se'ls uní el batalló d'enginyers de la 51a divisió (Highland), veient-se obligada a lluitar en una acció de retirada. D'altres batallons britànics van ser desembarcats a Cherbourg, on esperaven formar un segon BEF. Al final de la campanya, Rommel elogià la capacitat de resistència de les tropes britàniques, malgrat estar mal equipades i amb poca munició.
El 26 de febrer de 1945, Hitler declarà que havia deixat fugir la BEF com a "gest esportiu", en l'esperança que Churchill s'avingués a raons. Pocs historiadors accepten les paraules de Hitler a la llum de la Directiva N.13, que reclamava la "anihilació de les forces franceses, britàniques i belgues a la bossa [de Dunkerque]".

## Juny:Fall Rot, França

### Problemes francesos
Els millors i més moderns exèrcits francesos havien estat enviats al nord i perduts en l'encerclament; a més, els francesos havien perdut gran part del seu armament pesant i les seves millors formacions cuirassades. Weygand s'enfrontava a la perspectiva de defensar un llarg front (que s'estenia entre Sedan, a la regió de les Ardenes i fins al Canal de la Mànega; amb l'exèrcit francès desmoralitzat i sense un significatiu suport aliat. Es necessitaven 60 divisions per cobrir un front de 600 km; però Weygand només tenia 64 divisions franceses i una britànica (la 51a divisió (Highland)). Com els alemanys, no tenien reserves significatives per aturar un atac o per reemplaçar les tropes del front, que estaven exhaustes després d'una llarga batalla. Si la línia del front descendia més al sud, seria massa llarga perquè els francesos poguessin cobrir-la. Alguns caps francesos ja estaven total i obertament derrotats, sobretot des que els britànics van ser evacuats. L'evacuació de Dunkerque va causar un gran dany a la moral francesa, car va ser vista com un acte d'abandonament.

### Itàlia declara la guerra
A la ja greu situació, el 10 de juny s'afegí un nou problema quan Itàlia declarà la guerra a França i a la Gran Bretanya. El país no estava preparat per a la guerra i va causar poc impacte durant els darrers 12 dies de combats. El dictador italià Benito Mussolini estava atent a tot això i esperava treure profit dels èxits alemanys. Mussolini creia que la guerra acabaria aviat. Com li va dir al Cap de l'Estat Major de l'Exèrcit, Mariscal Badoglio:
Només em calen uns pocs milers de morts per poder seure a la conferència de pau com un home que ha lluitat.
La intenció immediata de Mussolini era l'expansió de les colònies italianes al nord d'Àfrica prenent territoris dels britànics i dels francesos a la regió.

### Nova ofensiva alemanya i la caiguda de París

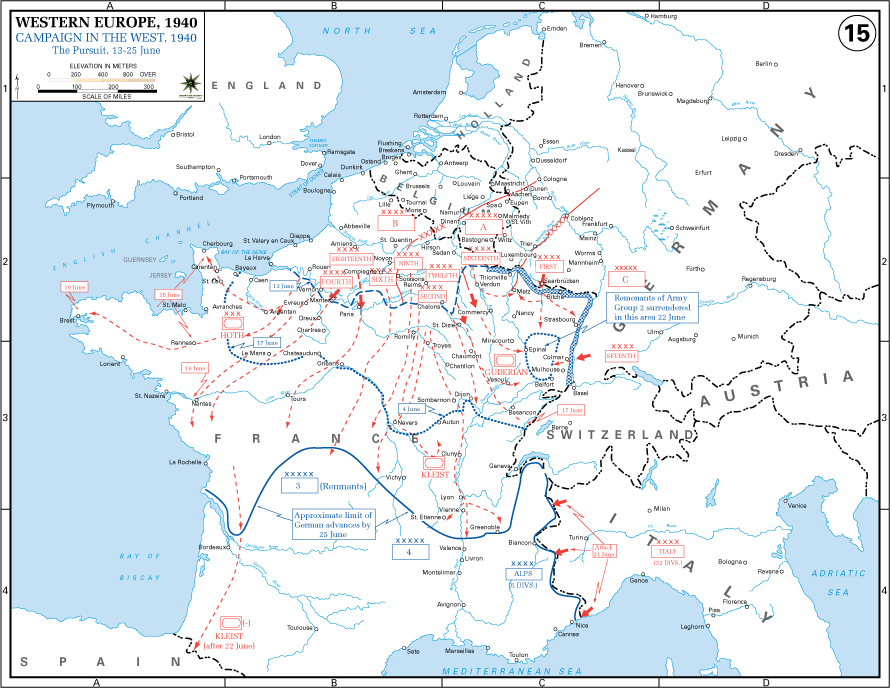
L'ofensiva alemanya al juny segellà la derrota francesa

El 5 de juny els alemanys reprengueren la seva ofensiva al Somme. L'atac superà les escasses reserves que Weygang havia situat entre els alemanys i la capital. El 10 de juny, el govern francès fugí a Bordeus, declarant París com a ciutat oberta. Churchill tornà a França l'11 de juny reunint-se amb el Consell de Guerra francès a Briare. Els francesos demanaren a Churchill que els proporcionés esquadrons de caces per ajudar a la batalla. Amb només 25 esquadrons disponibles, Churchill s'hi negà, creien que en aquells moments la batalla d'Anglaterra esdevindria un combat decisiu. A la reunió, Churchill va obtenir garanties per part de l'almirall François Darlan que la flota francesa no cauria en mans alemanyes. El 14 de juny, París queia en mans de la Wehrmacht. En menys d'un segle, la capital francesa queia en mans alemanyes (la vegada anterior va ser durant la guerra francoprussiana de 1870-71.

### La supremacia aèria alemanya
En aquells moments, la situació aèria havia esdevingut crítica. La Luftwaffe havia aconseguit la supremacia aèria, mentre que l'arma aèria francesa estava a punt de col·lapsar-se. L'Armée de l'Air només havia començar a fer la majoria de sortides de bombarders; entre el 5 i el 9 de juny, es realitzaren 1.815 missions, de les quals 518 eren de bombarders. La xifra de sortides declinà a mesura que les pèrdues ja eren impossibles de reemplaçar. La RAF provà de distreure l'atenció dels alemanys amb 660 sortides realitzades sobre la zona de Dunkerque, però les pèrdues van ser greus: el 21 de juny es destruïren 37 Bristol Blenheims. Després del 9 de juny, la resistència aèria francesa desaparegué virtualment, amb només alguns supervivents fugint cap al nord d'Àfrica francès. La Luftwaffe ara podia volar lliurement. Els seus atacs eren dirigits a donar suport directe o indirecte al Heer.
La Luftwaffe virtualment destruí l'Armée de l'Air durant la campanya i causà greus danys a la RAF. S'estima que França va perdre 1.274 avions durant la batalla, mentre que els britànics en van perdre 959, dels quals 477 eren caces. La Batalla de França havia costat a la Luftwaffe el 28% de la seva línia de front, amb 1.428 avions destruïts (1.129 a causa de les accions enemigues, 299 en accidents). 288 més van resultar danyats (225 a causa de les accions enemigues, 263 per accidents), fent un total del 36% de la força de la Luftwaffe negativament afectada.
La campanya va ser un èxit espectacular per a l'arma aèria alemanya. Per aquest èxit, el seu comandant, Hermann Göring va ser condecorat amb la Gran Creu de Cavaller de la Creu de Ferro

### La segona evacuació de la BEF
La major part de les tropes britàniques havien arribat per a ser evacuades, però els alemanys conqueriren els turons dels voltants del port, fent-la impossible, i el 12 de juny, el general Fortune i la resta de tropes britàniques van haver-se de rendir a Rommel.
L'evacuació del segon BEF va tenir lloc durant l'operació Ariel entre el 15 i el 25 de juny. La Luftwaffe, que dominava absolutament els cels francesos, estava decidida a evitar més evacuacions aliades després del desastre de Dunkerque. El I. Fliegerkorps va ser destinat a sectors de Normandia i Bretanya. El 9 i el 10 de juny, el port de Cherbourg va rebre 15 tones de bombes alemanyes, mentre que el de Le Havre rebia 10 atacs de bombarders que van enfonsar 2,949 grt de vaixells aliats que fugien. El 17 de juny de 1940, els Junkers Ju 88s (principalment del Kampfgeschwader 30) van enfonsar el Lancastria de 16,243 grt sortint de St Nazaire, causant la mort de 5.800 soldats aliats.
Tot i això, la Luftwaffe no aconseguí evitar l'evacuació d'entre 190.000 i 200.000 soldats aliats.

### Rendició i armistici

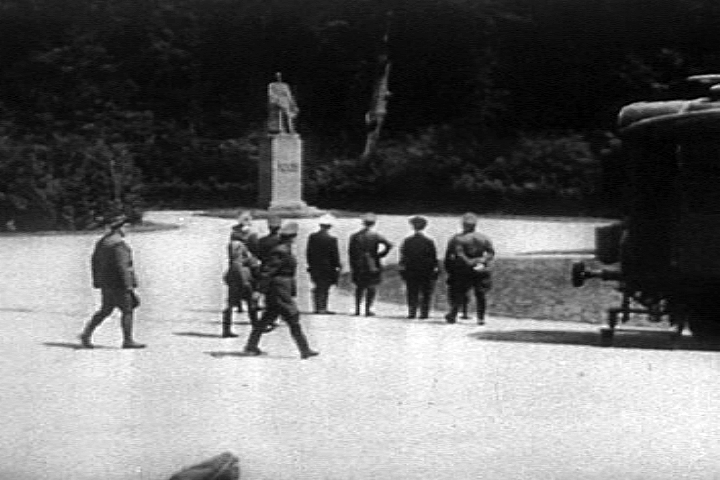
Hitler (amb la mà al costat) davant l'estàtua del Mariscal Foch, abans d'entrar a la reunió

El Primer Ministre Paul Reynaud va haver de dimitir perquè havia refusar acordar el final de la guerra. Va ser succeït pel Mariscal Philippe Pétain, qui es dirigí al poble de França anunciant la seva intenció de demanar un armistici amb Alemanya. Ja el 20 de maig, quan les divisions panzer arribaven a la costa francesa, Hitler havia especificat que les negociacions de pau amb França se celebrarien al Bosc de Compiègne, on s'havia signat l'armistici de 1918 que havia posat punt final a la I Guerra Mundial amb una derrota humiliant per Alemanya. A més, donà ordres de recuperar l'antic vagó de ferrocarril del mariscal Foch (conservat com una peça de museu), en la que els generals alemanys havien signat la derrota, i que es transportés fins allà, situant-se al lloc precís. Hitler veia el moment com l'ocasió de la venjança suprema d'Alemanya sobre França: la venjança, segons Hitler, hagués estat incomplerta en un altre marc.
A les 15:15 del 21 de juny, Hitler, acompanyat per Göring, Raeder, Brauchitsch, Keitel, Ribbentrop i Hess, contemplaren una inscripció commemorativa de la victòria, en la que es feia referència a la "arrogància criminal del Reich alemany", per ocupar el seu lloc (el mateix que, el 1918, havia ocupat Foch quan va rebre els derrotats alemanys). Després d'escoltar a Keitel llegint el preàmbul durant 10 minuts, Hitler, en un gest calculat de desdeny cap als delegats francesos, abandonà el vagó, deixant les negociacions al seu Cap de l'OKW, general Keitel. El Segon Grup d'Exèrcits Francès, a les ordres de, es rendí el mateix dia, mentre que l'armistici i l'alto el foc començaven el 25 de juny de 1940.

## Després de la batalla

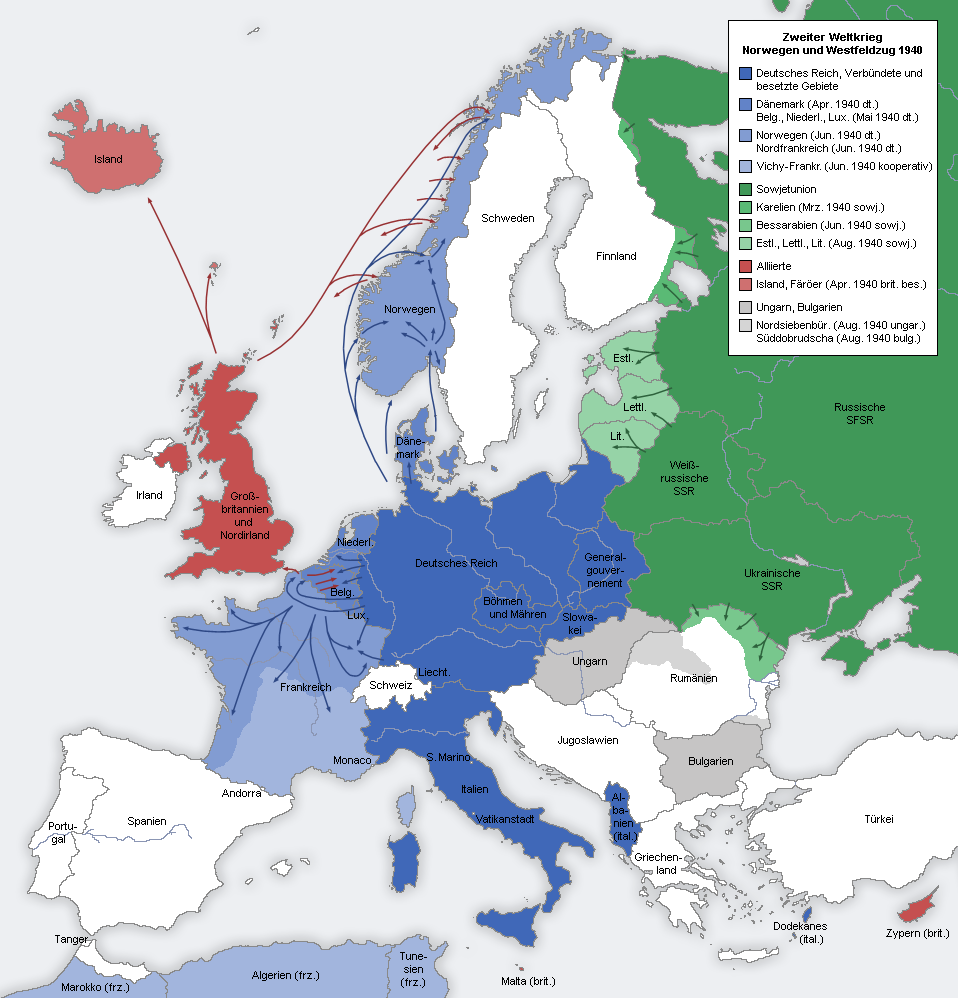
El mapa d'Europa a final de 1940
Les Potències de l'Eix i els països conquerits
Els països aliats de l'Eix
Els Aliats
La Unió Soviètica i els països ocupats
Els països neutrals

La Batalla de França es considera una rotunda victòria de l'exèrcit alemany sobre els aliats. En només 35 dies, Alemanya havia envaït França, a més dels Països Baixos, Bèlgica i Luxemburg, deixant pràcticament sola a Gran Bretanya per fer front al règim nazi.
Segons l'armistici signat entre França i Alemanya, França va ser dividida en una zona d'ocupació que s'estendria per tot el nord de França i també tota la costa atlàntica fins a la frontera espanyola, i en un estat nominalment independent al sud-est, anomenat la França de Vichy, situat a la ciutat balneari de Vichy. El nou estat, presidit per Pétain, acceptà el seu estàtus com una nació derrotada i intentà adquirir el favor dels alemanys mitjançant l'acomodament i la pasivitat. Charles de Gaulle, que havia estat nomenat Sots-secretari de Defensa Nacional per Reynaud, i que es trobava a Londres en el moment de la rendició, va fer la seva Crida del 18 de juny. En el seu discurs rebutjava reconèixer el govern de Vichy com a legítim i començà la tasca d'organitzar les forces de la França Lliure. Nombroses colònies franceses, com la Guaiana Francesa i l'Àfrica Equatorial Francesa, preferiren unir-se a de Gaulle i no al govern de Vichy.

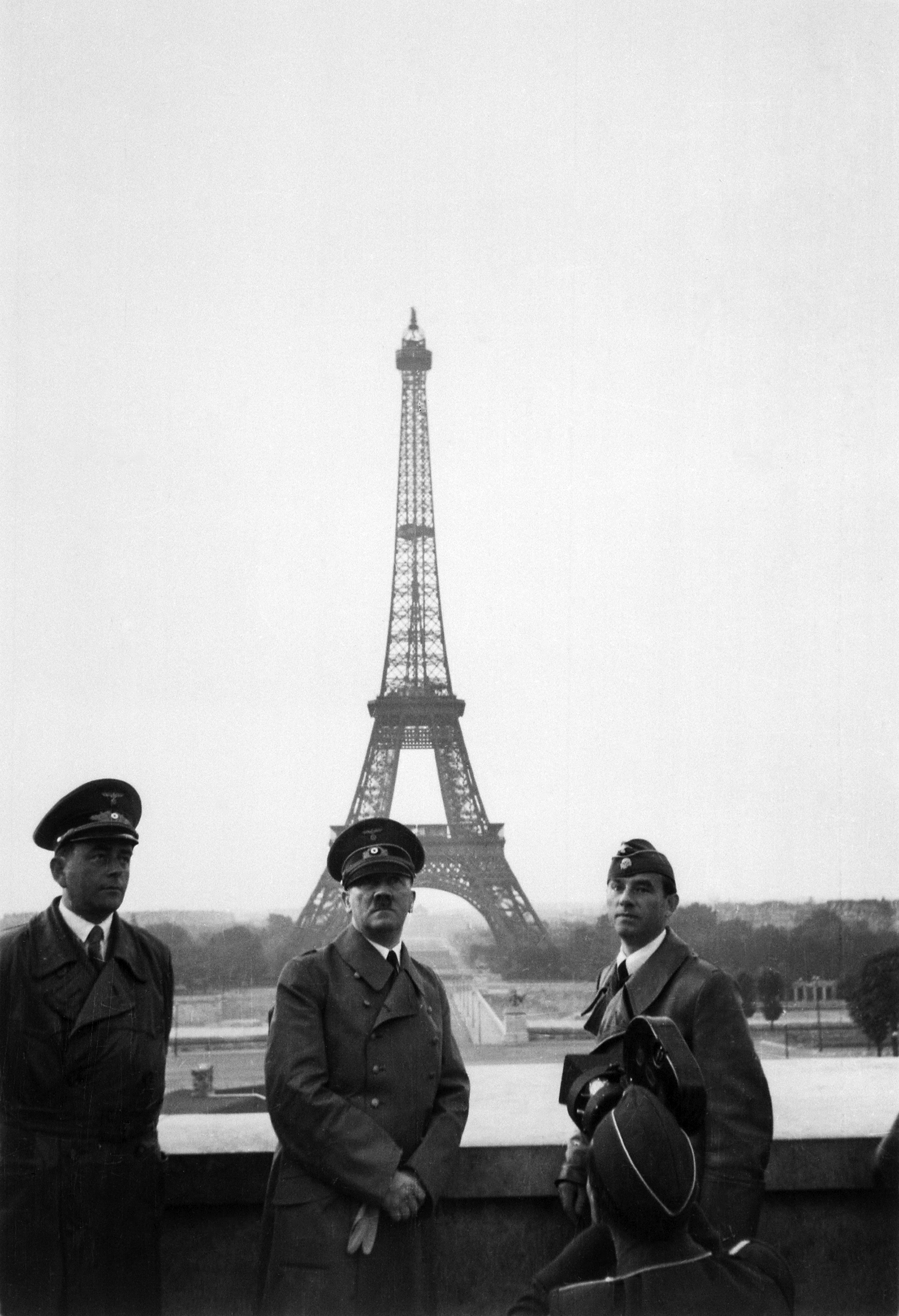
Hitler a París, el 23 de juny de 1940, amb Albert Speer i Arno Breker.
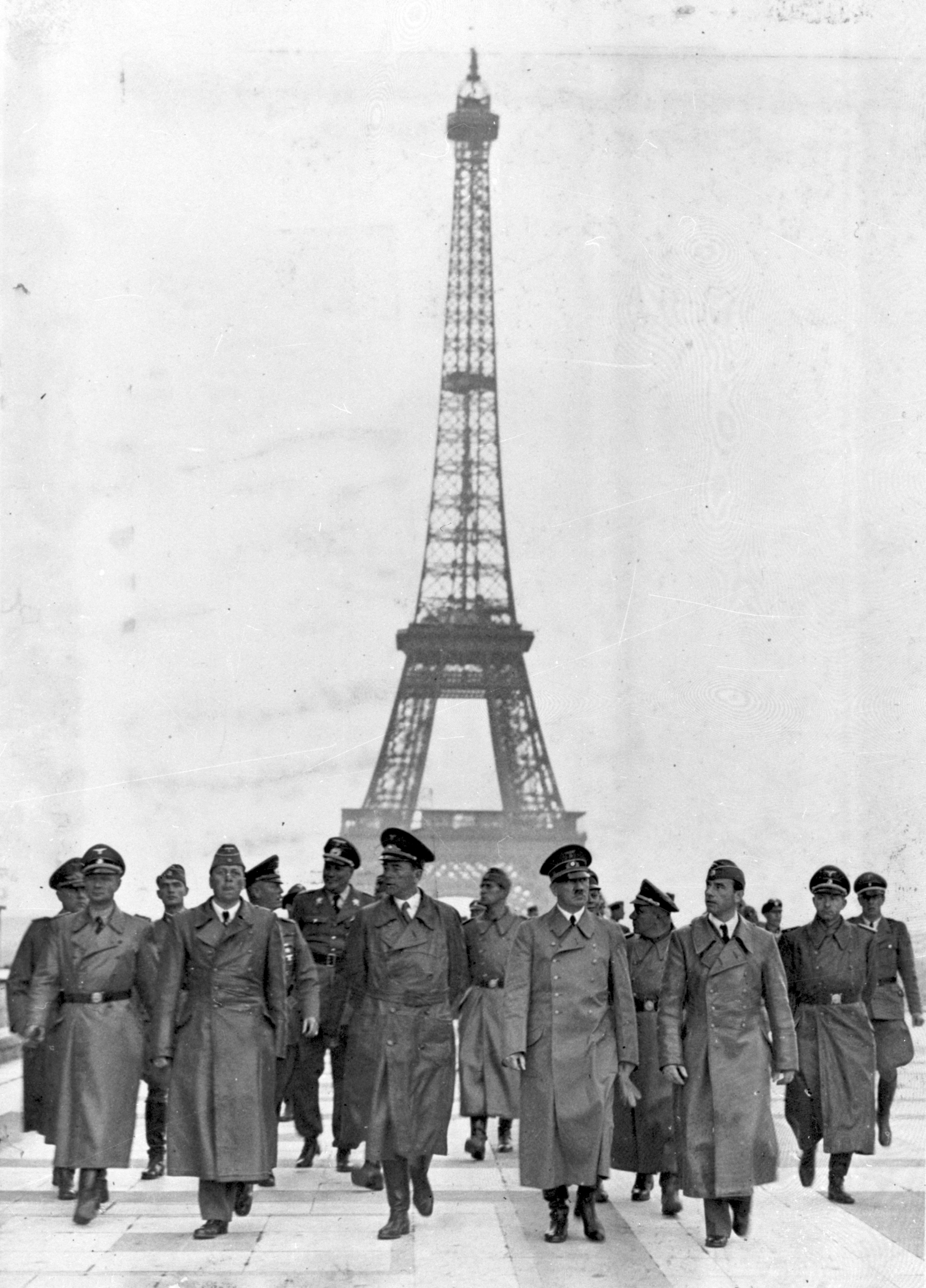
Hitler a París
Tropes alemanyes desfilen per l'Arc del Triomf de Paris
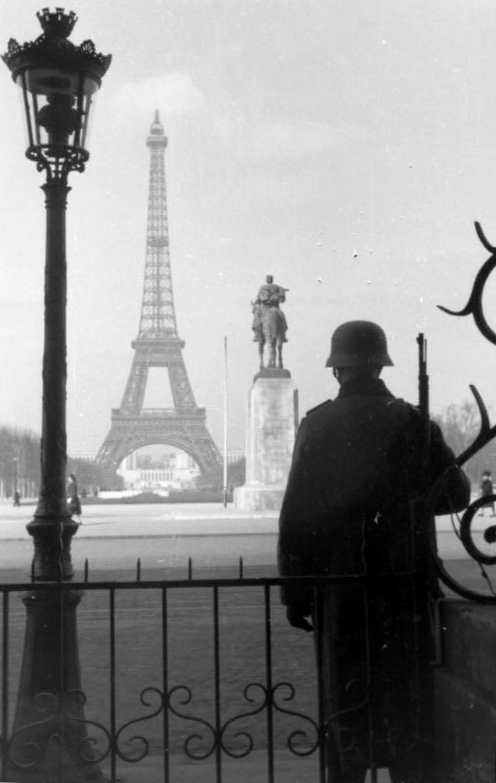
Tropes alemanyes a Paris (1943)

Els britànics començaren a dubtar de la promesa que l'almirall Darlan havia fer a Churchill, segons la qual la flota francesa no cauria en mans alemanyes; i posteriorment atacarien la flota francesa ancorada a Mers-el-Kébir, acció que generaria animositat i desconfiança entre els francesos i els britànics.

## Baixes

### Alemanyes
Aproximadament uns 44.000 alemanys van morir i 150.000 més van ser ferits, donant un total d'unes 200.000 baixes.

### Aliades
Els alemanys havien destruït els exèrcits francès, holandès, belga i polonès. A més, també havien derrotat als britànics. Les baixes totals aliades sumaven 2.292.000:
- França: 90.000 morts, 200.000 ferits i aproximadament 1.800.000 capturats. L'agost de 1940, aproximadament 1.575.000 presoners van ser traslladats a Alemanya, on el 1945 encara hi havia 940.000, que van ser alliberats a mesura que avançaven les tropes aliades. Mentre que es trobaven en captiveri alemany, 24.600 presoners francesos van morir, 71.000 van fugir, 220.000 van ser alliberats mitjançant acords diversos entre el govern de Vichy i el govern alemany, i uns quants centenars de milers van ser alliberats sota paraula d'honor a causa de malaltia i/o minusvalidesa.[93]
- Regne Unit: 68.111 morts, ferits o capturats
- Bèlgica: 23.350 morts o ferits
- Països Baixos: 9.779 morts o ferits
- Polònia: 6.092 morts o ferits
- Txecoslovàquia: 1615 morts o ferits